# 霸王行动
霸王行动（英語：Operation Overlord）为诺曼底战役的代号，是盟军于第二次世界大战期间成功奪回德占西欧的军事行动。1944年6月6日诺曼底登陆开始（海王行动；亦称D日，D-Day），霸王行动正式打响。近1,200架飞机首先发动空降突袭，此后超过5,000艘舰船投入两栖攻击。当日近160,000名士兵横渡英吉利海峡，至8月底超过200万盟军士兵已成功登陆法国。
1943年5月，同盟国领导人于华盛顿召开三叉戟会议，决定于1944年发动跨海入侵行动。美军上将德怀特·艾森豪威尔受任为盟军远征部队最高司令部总司令，英军上将伯纳德·蒙哥马利则受任为第21集团军群总司令，负责指挥参与本次行动的全部陆军力量。诺曼底海岸为行动目标，美军负责登陆代号为犹他和奥马哈的两处海滩，英军负责登陆宝剑与黄金海滩，加军负责登陆朱诺海滩。为应对诺曼底海滩的特殊状况，盟军开发投入专项技术，包括两个人造港（桑椹港）及一系列特型坦克（霍巴特滑稽坦克）。在入侵发起前数月，盟军发起一系列欺敌计划，称保镖行动，成功使德军对登陆日期及地点做出错误判断。阿道夫·希特勒任命德军元帅埃尔温·隆美尔负责于大西洋壁垒一带建设防御工事，以应对未来入侵。
盟军首日未能达成行动目标，但在6月26日和7月21日分别夺取瑟堡和卡昂，获取关键立足点，并由此逐渐扩展行动规模。8月8日德军发动反攻未果，近50,000名第7军团士兵陷入法莱兹包围圈。8月15日盟军入侵法国南部（代号龙骑兵行动），8月25日巴黎解放。8月30日德军全线撤往塞纳河，霸王行动就此结束。

## 行动准备
1940年6月，德军在法国战役中大获全胜，阿道夫·希特勒称其为“史上最著名胜利”。英国远征军受困于法国北部海岸地带，但在敦刻尔克大撤退（5月27日至6月4日）后成功将超过338,000名士兵撤回英格兰。10月4日，英国战略计划部门向首相温斯顿·丘吉尔做出报告，称即便有大英帝國的各個附屬國及美国协同参与，盟军亦无可能在短期内重新立足欧洲大陆。1941年6月德国入侵苏联，苏联领导人约瑟夫·斯大林开始呼吁西方盟国于西欧开辟第二战场。丘吉尔认为即便有美国帮助英国亦无足够军力发动这一行动，且尚无意重蹈第一次世界大战中索姆河及帕森达勒的覆辙（正面攻击损失惨重），由此拒绝了斯大林的请求。1942年至1943年期间盟军先后提出代号为围捕（Roundup）及巨锤（Sledgehammer）的两个行动方案，但英方认为两个方案均不切实际且难以成行。由此盟军转而于1942年11月入侵法属北非，1943年7月入侵西西里，1943年9月入侵意大利本土。这一系列行动为盟军提供了宝贵的两栖作战经验。
1943年5月于华盛顿特区召开的三叉戟会议正式决定于次年发动跨海入侵行动。丘吉尔希望盟军通过地中海战场擊敗掌控地中海制海權的德國盟友意大利直捣德国南方，但其美国盟友（提供多数人员及装备）否决了这一提议。英军中将弗雷德里克·E·摩根受任盟军最高司令部总参谋长，负责进行详细计划事宜。由于地中海及太平洋战场的需求，最初计划在登陆舰船数量方面广泛受限。盟军自1942年8月19日迪耶普战役的失利中获取教训，决定在首次登陆行动中不对防御严密的法国港口发动进攻。迪耶普战役亦表明了火炮支援、空中支援（密接空中支援尤甚）及近岸舰船的重要性。有效空中支援的前提是战机必须能尽久覆盖行动区域，但英军喷火战机及台风战机行动距离不远，因此登陆点选择相对受限。摩根提出了四个计划登陆点：布列塔尼半岛、科唐坦半岛、诺曼底地区及加来海峡。布列塔尼和科唐坦均为半岛，德军可通过控制地峡截断盟军行进，此二方案由此遭到否决。
加来海峡为欧洲大陆距英国最近点，亦为V-1火箭及V-2火箭（均处开发阶段）的发射地点。德军认为加来海峡最可能为盟军登陆点，由此对其严加防范。加来区域河流及运河众多，进一步扩展行动规模的可能性有限，而诺曼底战线范围较广，登陆后可对瑟堡港、布列塔尼区域诸港及巴黎同时造成威胁，便于后期直捣德国。综上考虑，诺曼底最终选定为登陆点。诺曼底区域的最严重问题是港口不足，对此盟军决定研发人造港口以克服这一障碍。
盟军最高司令部总参谋部计划于1944年5月1日发动入侵。1943年8月的魁北克会议批准了这一计划的最初草案。美军上将德怀特·艾森豪威尔受任为盟军远征部队最高司令部司令。英军上将伯纳德·蒙哥马利则受任为第21集团军群总司令，负责指挥参与入侵行动的全部陆军人员。1943年12月31日，艾森豪威尔和蒙哥马利首次阅读了入侵计划。计划称盟军三个师将发动两栖登陆，两个师将提供支援。两人立即要求将行动规模扩展至五个师，亦当有三个师进行空降行动，由此将扩宽战线，加速夺取瑟堡港。行动规模扩展后需要进一步获取或制造登陆舰船，由此入侵日期推迟至6月。最终参与诺曼底战役的盟军数目为39个师，包括22个美国师、12个英国师、3个加拿大师、1个波兰师和1个法国师，总人数超过100万，均由英国方面进行指挥。

### 盟军光复计划

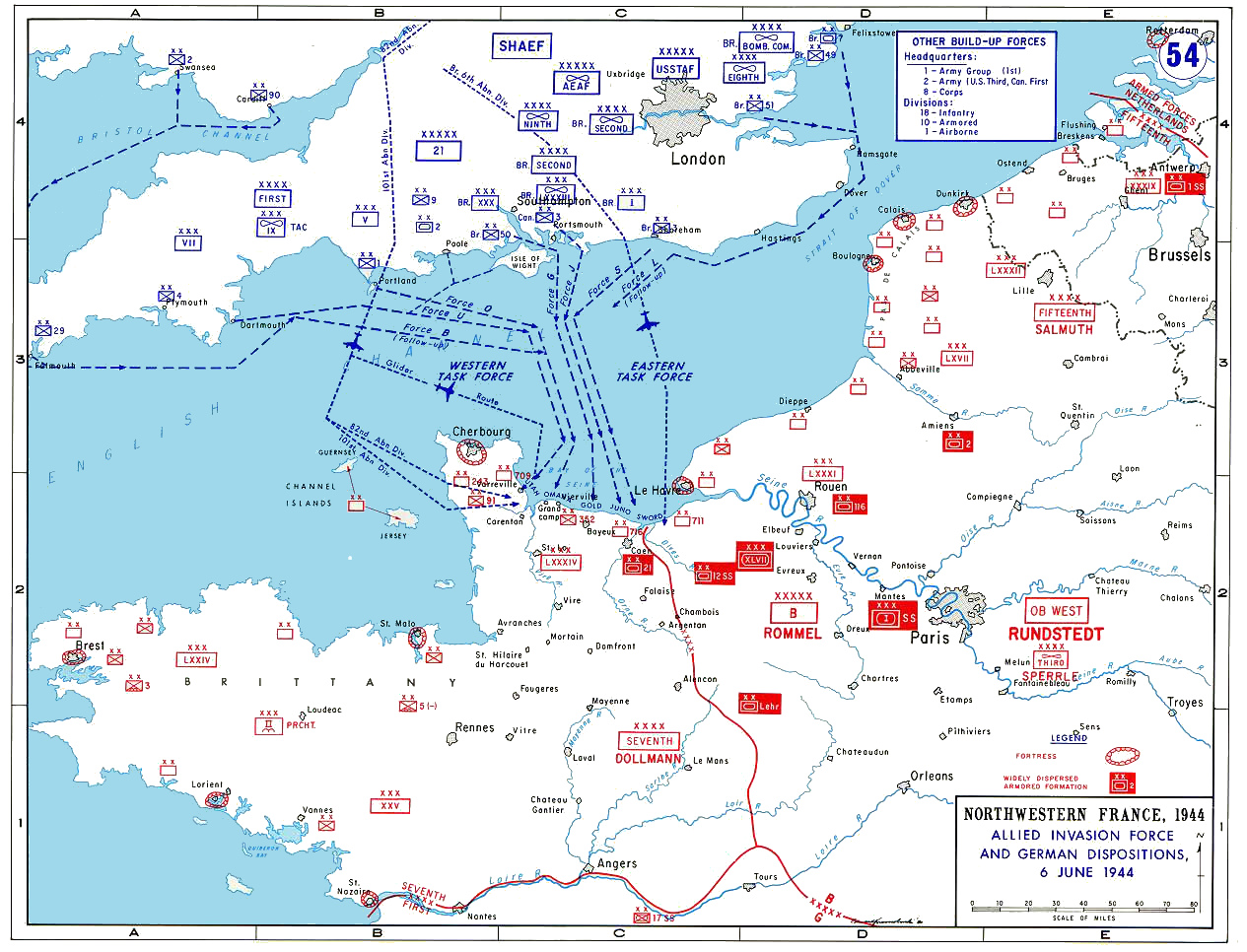
D日进攻路线

自欧洲大陆夺取大规模切入点的行动代号为“霸王”。行动第一阶段计划发动两栖攻击并建立落脚点，代号为“海王星行动”（Operation Neptune）。为获取制空权以保证入侵成功，盟军对德国飞机制造业、燃料补给及机场发动了一系列轰炸，称直射行动（Operation Pointblank）。运输计划（Transport Plan）则对法国北部通讯设施及公路铁路发动轰炸，由此加大增援难度。轰炸范围广泛，由此可保证不泄露入侵的具体地点。盟军亦计划发动一系列欺敌计划，由此使德军无法准确判断入侵的时间和地点。
盟军将诺曼底海岸划分为十七个区域，以拼写字母逐一命名，自奥马哈海滩西侧的“Able”延伸至宝剑海滩东侧的“Roger”。入侵计划扩展至科唐坦半岛的犹他海滩后亦增添了八个新区域。每个区域则细分为不同海滩，以绿、红和白三色命名。
登陆行动发起前，空降部队将先空投至东侧的卡昂附近并夺取奥恩河河畔桥梁，西侧则空投至卡朗唐北侧。行动初期目标为夺取卡朗唐、伊西尼、巴约及卡昂。美军将于犹他（Utah）和奥马哈（Omaha）海滩登陆，横截封锁科唐坦半岛并夺取瑟堡的港口设施。英军和加军将于宝剑（Sword）、黄金（Gold）及朱诺海滩（Juno）登陆，夺取卡昂，并由卡昂东南至科蒙莱旺泰建立前线，保护美军侧翼，并于卡昂附近建立机场。同时卡昂及其临近区域将成为英加两军向南突击夺取法莱斯的发起地。入侵发动后三周内将巩固阿夫朗什-法莱斯线北部全部夺取领土。此后盟军将转向东侧，向塞纳河挺进。
海军部队由英军上将伯特伦·拉姆齐爵士指挥，分为西海军特遣队（艾伦·G·柯尔克上将指挥，支援美军区域）及东海军特遣队（菲利普·维安爵士上将指挥，支援英加军区域）。美国陆军第1军团由奥马尔·布拉德利中将指挥，包括第7军（犹他海滩）及第5军（奥马哈海滩）。英国陆军第2军团由迈尔斯·登普西中将指挥，包括第30军（黄金海滩）及第1军（朱诺海滩及宝剑海滩）。陆军总司令为蒙哥马利，空军则由空军上将特拉福德·利-马洛里爵士指挥。加拿大陆军第1军团包括来自波兰、比利时和荷兰的人员。其他同盟国亦派出人员参与行动。

### 侦查

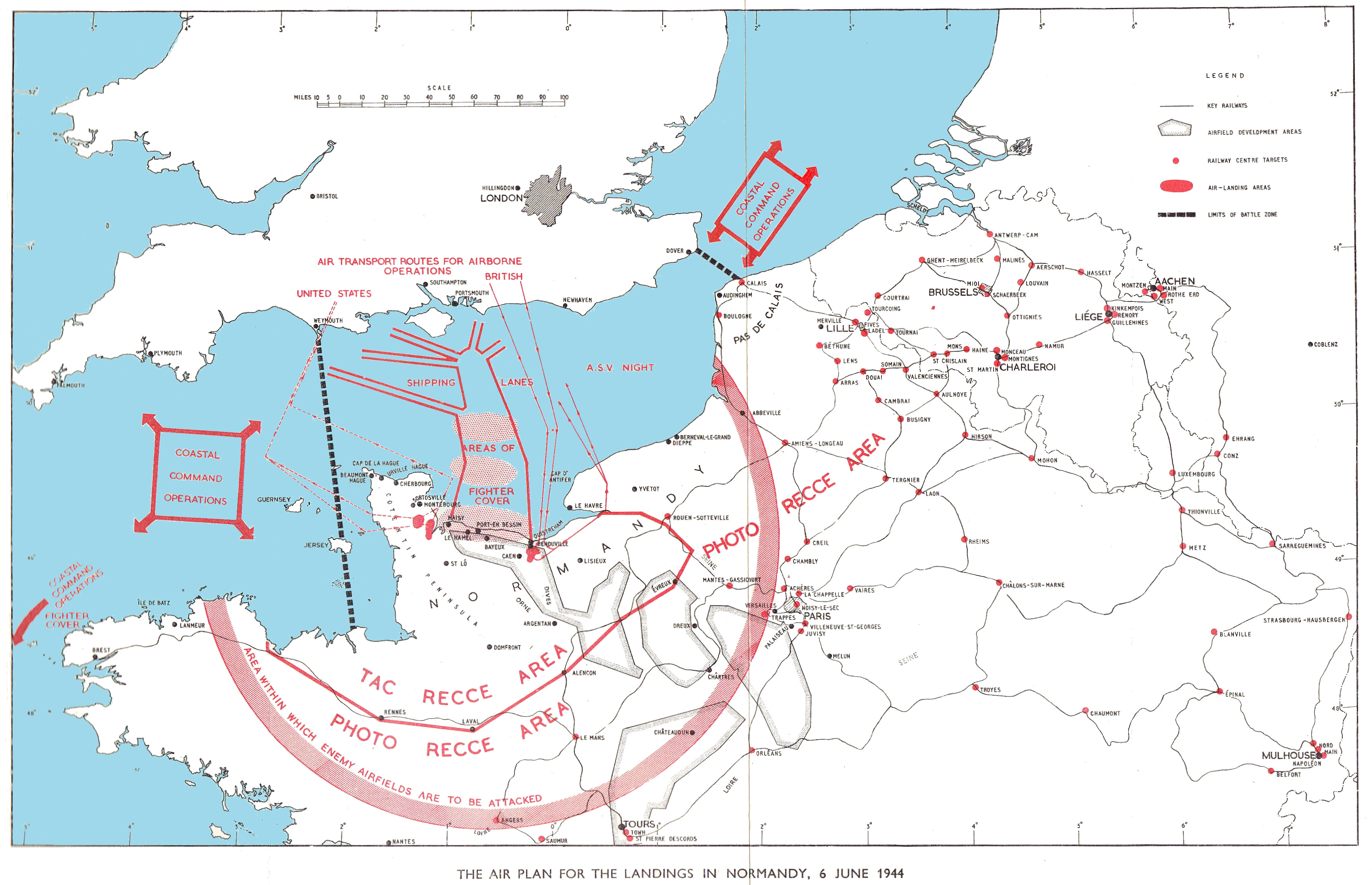
盟军登陆诺曼底的空军图

由1944年4月始至入侵行动发起时，同盟国空军远征部队总共进行了超过3,200次的照相侦察行动。海岸区域的照片均于及低海拔拍摄，明确展示地形、海滩障碍物以及地堡和炮台等防御工事。为防止德军推测出行动的具体地点，侦查任务须于全欧洲海岸线进行。行动中亦拍摄了内陆地带的地形、桥梁、军队动向和建筑，通常自多角度拍摄，由此为盟军提供尽可能多的信息。联合作战领航组成员亦秘密准备了港口地图，并对水深程度进行了测量。
英国广播公司向全国召集欧洲旅游相片及明信片，收获物件超过一千万，其中一些提供了有用的信息。法国抵抗运动亦收集情报，报告德军军队动向及地堡和其他防御工事的建筑技术。
诸多德国无线电讯息均由恩尼格玛密码机及其他方式加密，密码频繁变更。驻于布莱切利园的解密小组负责尽快破译每组新密码，预先报告德方计划及军队动向。以此方式获取的情报称Ultra情报，只有最高级别的指挥官方可获知。西方战线总司令格尔德·冯·伦德施泰特元帅的恩尼格玛密码于3月底成功破译。6月6日盟军登陆后密码迅速变更，但至6月17日盟军得以继续稳定解密新讯息。

### 新科技

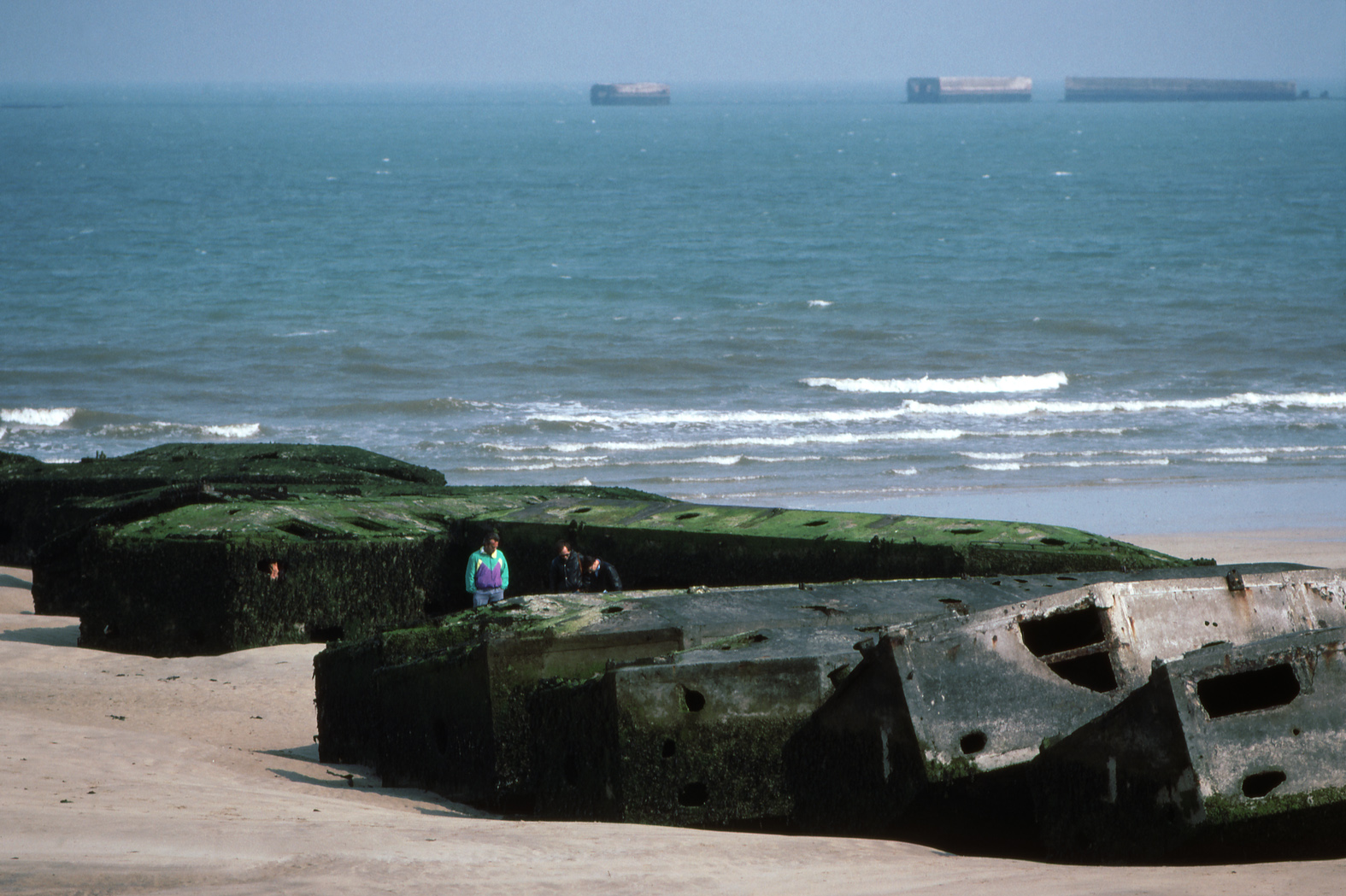
位于阿尔罗芒谢莱班（黄金海滩）的桑椹港遗存，1990年摄。

盟军自迪耶普战役惨败中吸取教训，开始研发一系列新科技以保证霸王行动成功执行。部分登陆艇装备火炮及反坦克炮，与离岸炮及空中力量共同提供近距离支援。盟军决定不进攻任何防御严密的法国港口，由此设计建造了两个人造港，称桑椹港。人造港包括一外层浮动防波堤，内层混凝土沉箱（称凤凰防波堤）及多个浮动码头。桑椹港亦由障碍船提供掩护，代号鹅莓（Gooseberries）。盟军认为登陆后很难自欧洲大陆获取燃料，由此设计建造了海底油管，代号冥王星（Operation Pluto）。油管直径3英寸（7.6），将在D+18日前横贯英吉利海峡，连接怀特岛及瑟堡。技术问题及瑟堡战况导致油管在9月22日才投入运作。10月末第二条油管连接了邓杰内斯和布洛涅。
为应对诺曼底战役的特殊状况，一系列特型坦克亦开发出来，称霍巴特滑稽坦克，由珀西·霍巴特少将组织研发。坦克原型为M4谢尔曼坦克及丘吉尔坦克。改装后的新坦克包括谢尔曼螃蟹坦克（装备链击式扫雷器）、丘吉尔鳄鱼坦克（喷火坦克）及装甲架桥车（其他坦克可架于其上行驶以跨越海塘或其他障碍）。诺曼底地区部分海滩沙层过软，无法承载坦克，帆布卷筒坦克将部署一层强化帆布以解决这一问题。帆布部署后可留于海滩上，供其他坦克使用。皇家工兵装甲车可执行多种任务，包括建立桥梁及向碉堡内发射大型炸药。复合驱动坦克（DD坦克）为一自驱动两栖坦克，以防水漂浮帘布包裹压缩空气，由此可在水上行驶。这些坦克容易倾覆，诸多于D日在抵达海岸前即已沉没，奥马哈海滩状况尤其严重。

### 军事欺骗
在入侵发起前数月，盟军发动保镖行动（Operation Bodyguard），旨在使德军对登陆日期及地点做出错误判断。坚忍行动包括两个组成部分：北部坚忍行动（Fortitude North）通过伪造无线电讯息使德军误认为盟军将进攻挪威，南部坚忍行动（Fortitude South）则规模较大，旨在使德军误认登陆地点将为加莱海峡。盟军建立美国陆军第1集团军群这一虚假军事单位，驻地为肯特郡及萨塞克斯郡，总指挥为乔治·巴顿中将，并建造一系列假坦克、假卡车及假登陆艇，置于海岸附近。包括加拿大陆军第2军及加拿大陆军第2师在内的多个军事单位迁入这一区域，造成一大规模军队于此集结的假象。除假无线电情报外，英国陆军第21集团军群的真无线电情报则导往肯特郡然后对外播报，进一步营造多数盟军军力均驻于此的假象。巴顿在英格兰驻留至7月6日，使德军误认为盟军将于加莱发动第二次登陆。同盟国士兵及平民均了解这一行动的机密程度，参与行动的军队则尽可能地同外界隔离，在临近行动发起日尤甚。美军一将官在一派对中泄露了行动日期，此后立即被灰头土脸地召回美国。
德方自认为在英国拥有广泛的情报网，但事实是所有德方特工均已遭逮捕，其中一些则已在出卖体系（Double-Cross System）之下转投盟军一方，成为双重间谍。胡安·普约尔·加西亚即为其中一员。普约尔为西班牙裔，厌恶纳粹，其代号为嘉宝（Garbo），在D日前两年时间内发展出一伪情报网。在D日前数月，普约尔向马德里上级发出数百条讯息，这些讯息均由英国情报部门筹备，旨在使德军误认为盟军将于7月登陆加莱。
盟军在登陆行动发起前摧毁了诸多法国沿岸的德军雷达站。登陆前夜，英国皇家空军第617中队执行征税行动（Operation Taxable），空投金属箔片（称“窗”；Window），德方雷达站误解其为海军护航队。为进一步营造假象，一支小型船队拖载防空气球途径海域。英国皇家空军第218中队亦于闪光行动（Operation Glimmer）中在布洛涅附近空投“窗”。同夜，特种空勤团小队于勒阿弗尔和伊西尼安置了虚假的空降兵。德军由此误认为遭受了空降袭击。

### 演习及保密

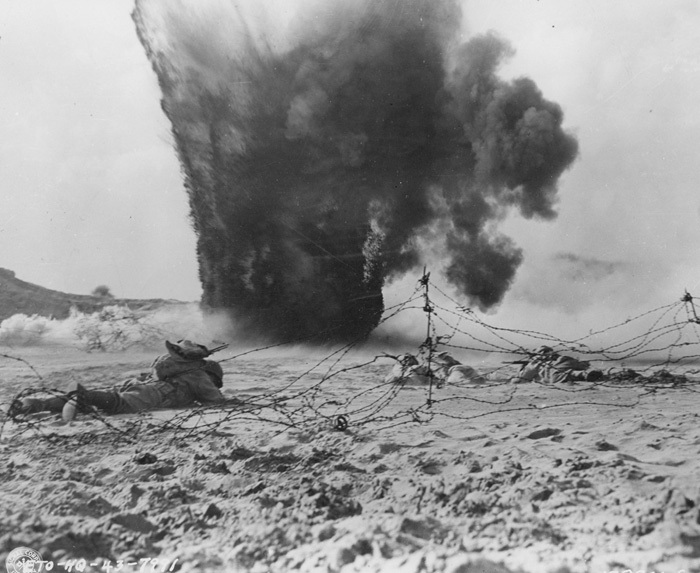
实弹演练

霸王行动演练早在1943年7月即已开展。德文郡小镇斯拉普顿附近海滩同诺曼底相似，由此盟军选定其为演习地点，1943年12月疏散当地居民并接管小镇。演习使用登陆艇及海滩障碍物。1944年4月28日，在老虎演习（Exercise Tiger）过程中德军鱼雷艇突袭斯拉普顿，参加演习的“U”突袭队749名美军士兵丧命。同时盟军亦于苏格兰因弗雷里联合训练中心进行了登陆实弹演习，于北爱尔兰则进行了海军演习，伦敦的医疗小队则对可能发生的大量死伤状况进行了演练。空降兵亦进行了演练，包括1944年3月23日一次大规模空降演习，丘吉尔和艾森豪威尔等高官到场观摩。
登陆行动必须在战术上出其不意。登陆的具体时间及地点只有军队最高级别人士方可知晓。5月底将士均锁入兵营，同外界彻底隔绝。作战指示使用的地图绝对准确，但地名是错误的，绝大多数将士在出海后才得知行动目的地。英国同时对新闻进行严加管制，进一步提升了欺敌行动的有效性。来往爱尔兰共和国遭到禁止，英格兰海岸数公里内的行动亦受限制。

### 天气预报

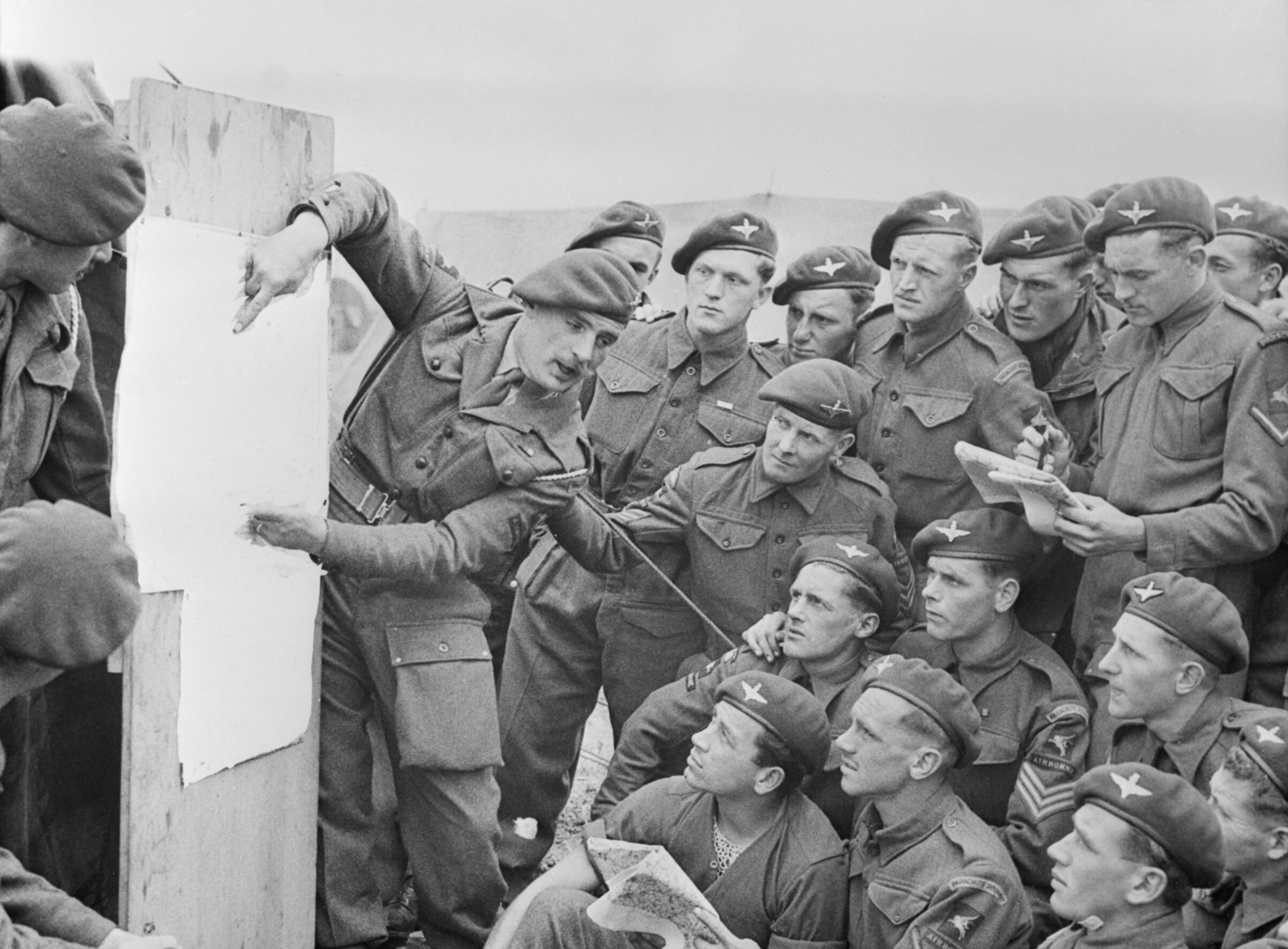
英国陆军第6空降师第22独立伞兵连接受作战指示，1944年6月4日至5日

行动计划者对行动条件做出了一系列限制，由此每个月仅有几日可发动入侵。满月可为飞行员提供照明，亦可提供最高潮。盟军希望于拂晓前、高低潮之间及涨潮时发动登陆行动，由此敌军所部署障碍的能见度将提升，盟军士兵暴露在外时间将降至最短。计划者亦对理想风速、能见度及云量做出了指定。艾森豪威尔最初计划于6月5日发动攻势，但6月4日所见状况为大风，水势凶猛，登陆艇难以发动，云层过低，飞机无法找到目标，登陆无法进行。
6月4日夜，由英国皇家空军詹姆斯·斯塔格上校领导的盟军气象小组估计天气状况将会好转，入侵行动可于6月6日发起。斯塔格同艾森豪威尔及其他高级指挥官于索思威克府就相关事宜进行了商讨。蒙哥马利及艾森豪威尔的参谋长沃尔特·比德尔·史密斯少将希望尽快发动攻势。伯特伦·拉姆齐称海军已准备出动，而特拉福德·利-马洛里则对这一天气状况下盟军飞机的有效性有所顾虑。在经过长时间讨论后，艾森豪威尔决定发动入侵。由于盟军基本掌控了大西洋，德方气象人员所获信息相对较少。位于巴黎的德国空军气象中心预报未来两周内将有风暴，诸多德军指挥官由此离岗前往雷恩参加演习，许多士兵亦获准休假。埃尔温·隆美尔元帅则返回德国庆祝其妻生日，并向希特勒索求更多坦克。
倘若艾森豪威尔决定推迟行动，潮汐适宜的下一日期将为两周后的6月18日至6月20日，但此时将无满月。事实上到这一时段盟军将遭遇为期四日的风暴天气（6月19日至6月22日），登陆更无可能进行。

### 德军准备及防御

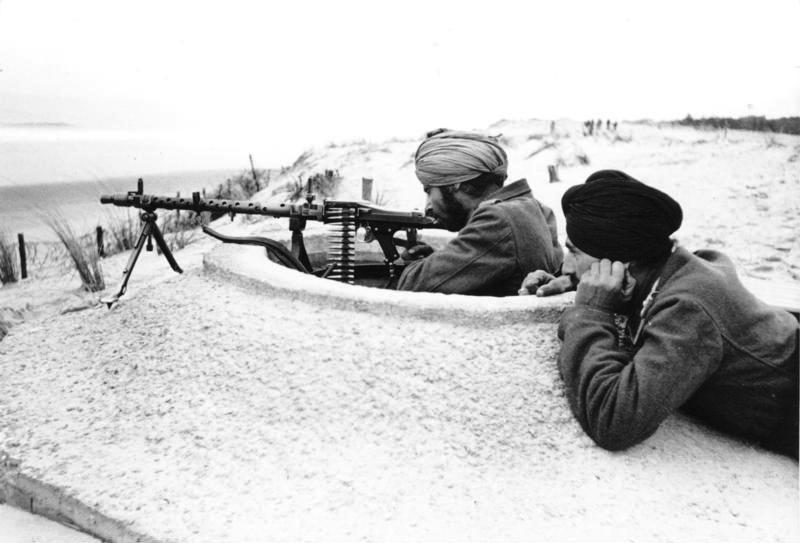
法国大西洋壁垒的自由印度军团士兵，1944年3月21日

纳粹德国在法国及低地国家部署有50个师，在丹麦和挪威则部署有18个师。15个师正于德国进行组建，但并无战略预备。加莱区域的守方为第15集团军，诺曼底守方则为第7集团军，指挥官为弗雷德里希·多尔曼上将。战争期间的战斗伤亡（尤其于东方战线）意味着德国已无法大量征召青年人参战。德军士兵平均年龄要比盟军士兵大六岁。诺曼底区域诸多守军为东方军团人员，即来自突厥斯坦、俄罗斯、蒙古及其他区域的强征兵和“志愿者”，其装备多为俘获，可靠性差，机动运输严重缺乏。日后抵达的军队（如党卫队第12师“希特勒青年团”）相对较为年轻，装备较精良，训练程度较高。

#### 大西洋壁垒

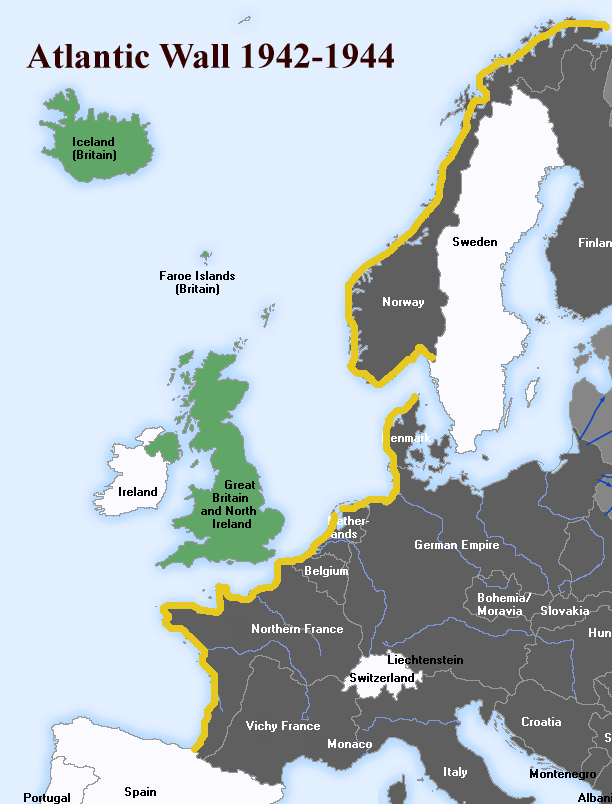
大西洋壁垒

1942年的圣纳泽尔和迪耶普两次突袭后，希特勒下令于大西洋海岸（西班牙至挪威）建造防御工事，以抵御下一次盟军入侵。他设想当有15,000个防御点及300,000名守军，但人力和混凝土短缺导致绝大多数防御点未能成行。德方认为加莱海峡将为登陆点，对其进行严加防卫。诺曼底区域防御最为严密的是瑟堡和圣马洛的港口设施。
1943年10月伦德施泰特像希特勒提交报告，称法国区域防御状况欠佳，希特勒由此任命隆美尔负责在潜在入侵区域进一步建设防御工事，区域自荷兰延伸至瑟堡。隆美尔指挥重组的B集团军群，包括第7军团、第15军团及荷兰守军。由于纳粹德国指挥结构混乱，隆美尔难以完成其任务。托特组织听命于军备部长阿尔伯特·斯佩尔，隆美尔对其无权发号施令，建设任务有时尚需派遣军人完成。

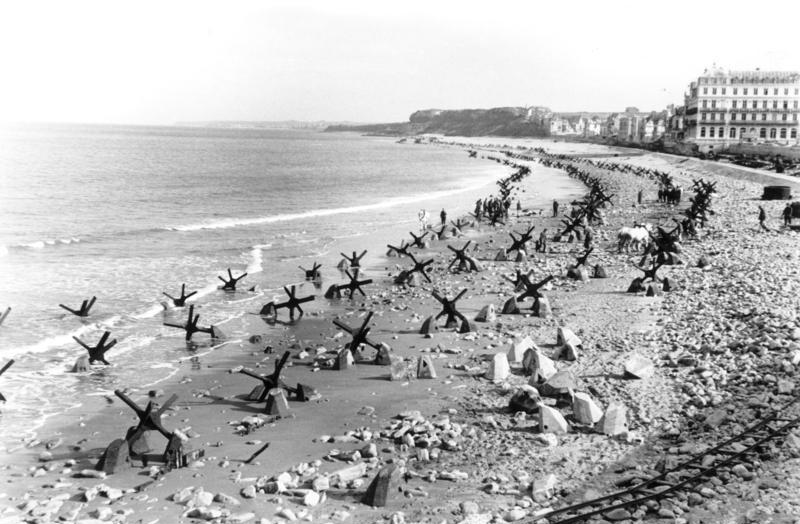
加莱海峡海滩防御工事，1944年4月18日

隆美尔认为诺曼底海岸可能为登陆点，由此下令在此区域广泛建设防御工事，在战略地点部署混凝土炮台，并于海滩安置木桩、金属三脚架、地雷及大型反坦克障碍，以此减缓登陆艇近岸速度并阻碍坦克行进。他断定盟军不希望其士兵在外暴露过久，将选择于高潮时登陆，由此下令将诸多障碍物置于高潮点。他亦安置了刺铁丝网和机关陷阱，并去除了潜在掩护体，使盟军登陆更加危险。在隆美尔命令之下，海岸附近的地雷数量增了两倍。盟军拥有制空权（诺曼底共4,029架盟军飞机参与行动，5,514架飞机参与轰炸及防御，而德军在法国及低地国家则仅有570架飞机），因此德军在草地和原野部署了所谓的“隆美尔芦荀”陷阱，以阻碍空降行动。

#### 机动预备役
隆美尔认为德军应当在海岸遏止入侵，由此请求在近岸部署机动预备役（尤其是坦克）。伦德施泰特、莱奥·盖尔·冯·施韦彭堡（西部装甲集团军总司令）及其他高级指挥官则认为不可能在滩头遏止入侵。盖尔希望采取传统策略，将装甲部队集结于巴黎和鲁昂的中央地带，在确定盟军滩头阵地后再进行部署。他亦指出在意大利战役中距离海岸过近的装甲部队遭海军炮击受损。隆美尔则反称盟军拥有制空权，入侵行动开始后德军将无法大规模调动坦克。希特勒做出最终决定，将三个装甲师留予盖尔指挥，三个装甲师则作为预备役由隆美尔指挥。希特勒则亲自指挥四个师作为战略预备，只有元首本人直接下令才可进行调动。

## 入侵
你们马上就要踏上征程去进行一场伟大的圣战，我们已经为此精心准备了数月。全世界的目光都注视着你们，各地热爱和平的人们的期望与祈祷与你们同行。你们将与其他战线上的勇敢盟军兄弟一起并肩战斗，摧毁德国的战争机器，推翻压在欧洲人民身上的纳粹暴政，保卫我们在一个自由世界的安全。——艾森豪威尔，致盟军信

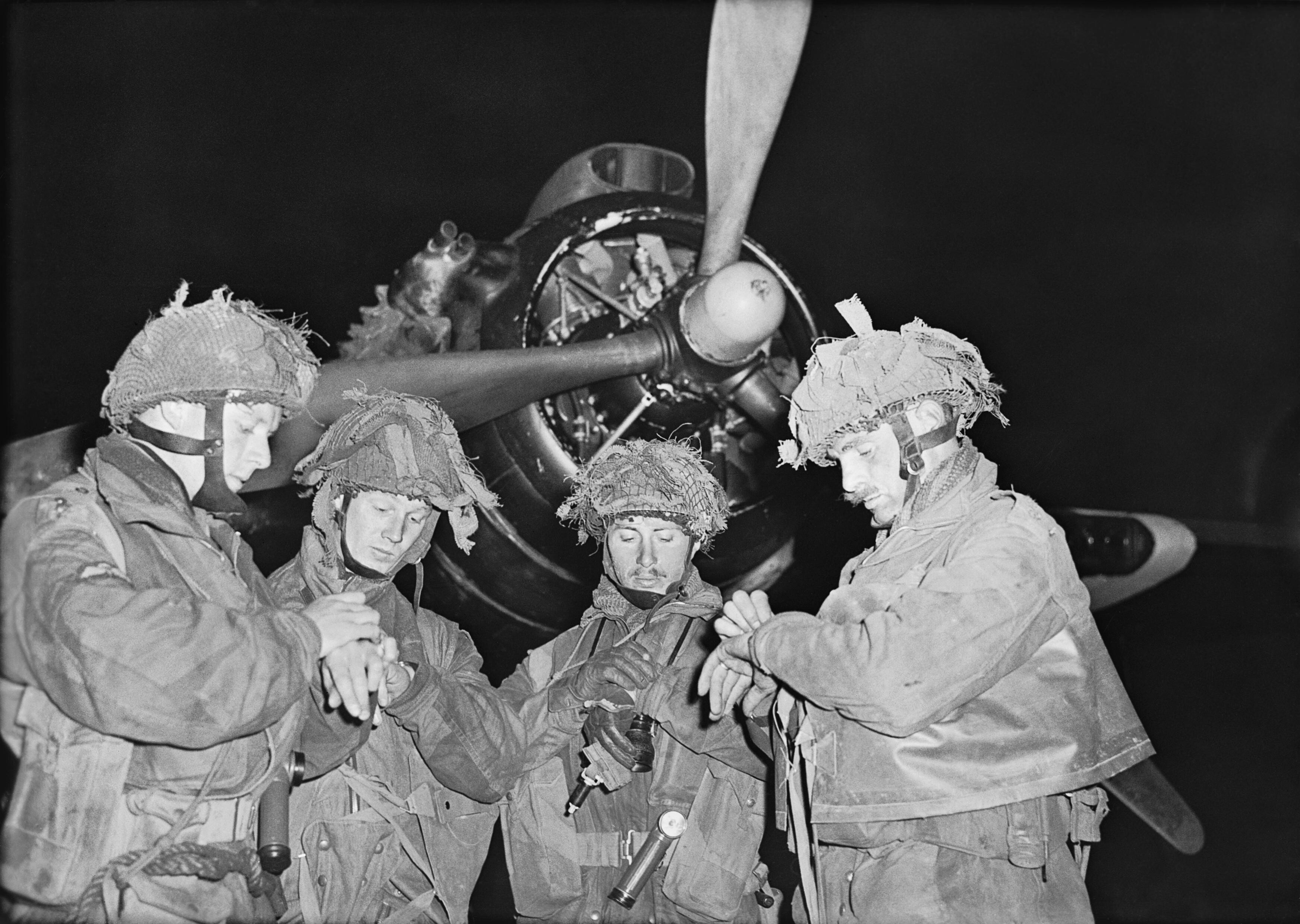
英军寻路中队 (英国皇家空军)成员在一架阿尔伯马尔运输机前对表。

截至1944年5月，150万美军士兵已抵达英国，绝大多数驻扎于英格兰西南临时营地，准备横跨海峡攻击西部登陆区域。英军及加军士兵则驻扎于偏东侧，营地遍布于南安普敦和纽黑文间，一些士兵还直接驻扎于英格兰东海岸以准备参与后续登陆行动。在移动控制（Movement Control）这一复杂体系之下，士兵和车辆将自20个出发点准时出动。一些士兵在出发前近一周即已登船。船只于怀特岛东南侧一集结点（昵称“皮卡迪利圆环”）集合，然后横渡英吉利海峡。6月5日夜，扫雷舰出发开始清理鱼雷，一千架轰炸机则于拂晓前出动，对海岸防区进行攻击。午夜前近1,200架飞机飞离英格兰，在登陆行动开始前数小时空投三个空降师至敌军阵地后方。美国第82空降师及第101空降师负责攻取犹他海滩西侧科唐坦半岛的目标，英国陆军第6空降师则负责夺取卡昂运河及奥恩河桥梁。自由法国第4特种空勤营538名士兵则负责攻取布列塔尼半岛目标。D日当天近132,000名士兵乘船渡海，24,000名士兵则乘机跨海。5时45分，五艘战列舰、二十艘巡洋舰、六十五艘驱逐舰及两艘浅水重炮舰正式打响首轮海军炮击，炮击持续至6时25分。约6时30分起，步兵陆续抵达海滩。

### 海滩

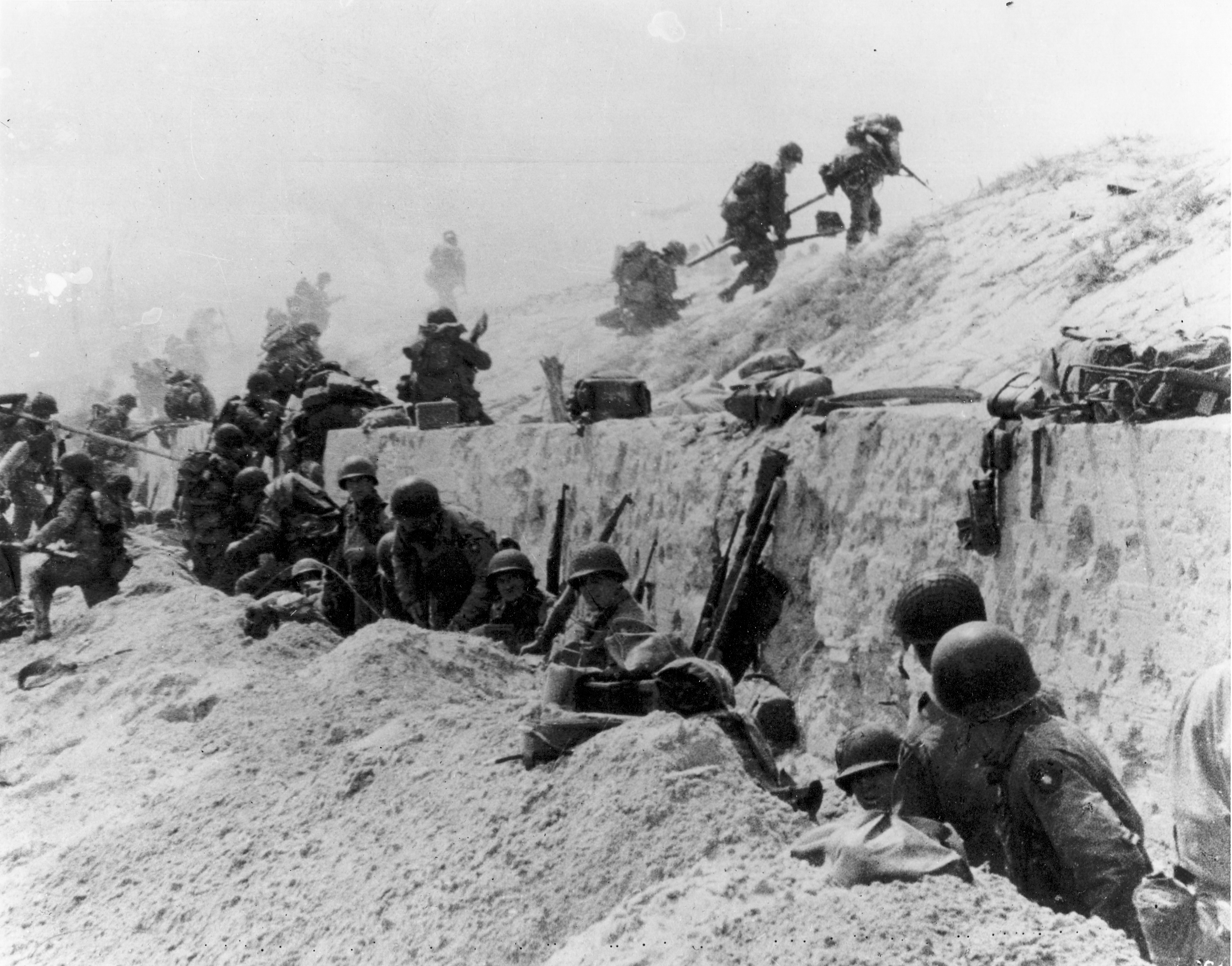
美国陆军第4步兵师第8团跨越犹他海滩海塘。

美国陆军第4步兵师负责攻击犹他海滩，但在水流影响之下其登陆点向目标南侧偏离了1,800（2,000碼）。即便如此，第4步兵师作战相对顺利，并未遭遇有效抵抗，损失不超200人。步兵师向内陆推进，远未达成首日目标，但仍旧成功推进了4英里（6.4），同第101空降师会师。犹他海滩西侧的空降行动并未成功，仅10%的空降兵落入预定空投区。由于无线电有限且地形阻碍严重（树篱、石墙及沼泽），空降兵难以组织成为有效作战单位。第82空降师成功夺取圣梅尔埃格利斯，并试图保护盟军西部侧翼，但并未成功夺取梅德列河渡河点，导致封锁科唐坦半岛进程推迟。第101空降师负责保护南部侧翼，并夺取杜沃河拉巴尔基特水闸，但首日并未夺取临近桥梁。
詹姆斯·拉德尔中校指挥第2游骑兵营两百名士兵，以绳索及绳梯攀登奥克角30（98英尺）悬崖，摧毁上方的炮台。美军迎火力登上悬崖，发现火炮已经撤离。经过搜索，士兵在奥克角南约550（600碼）处一果园中发现火炮，无人防守但已准备开火，因此美军解除其武装。德军攻击奥克角，美军孤立无援，一些士兵被俘。至D+1日拂晓，拉德尔麾下仅有90人可继续作战。第743坦克营至D+2日方抵达，解除了这一困局。

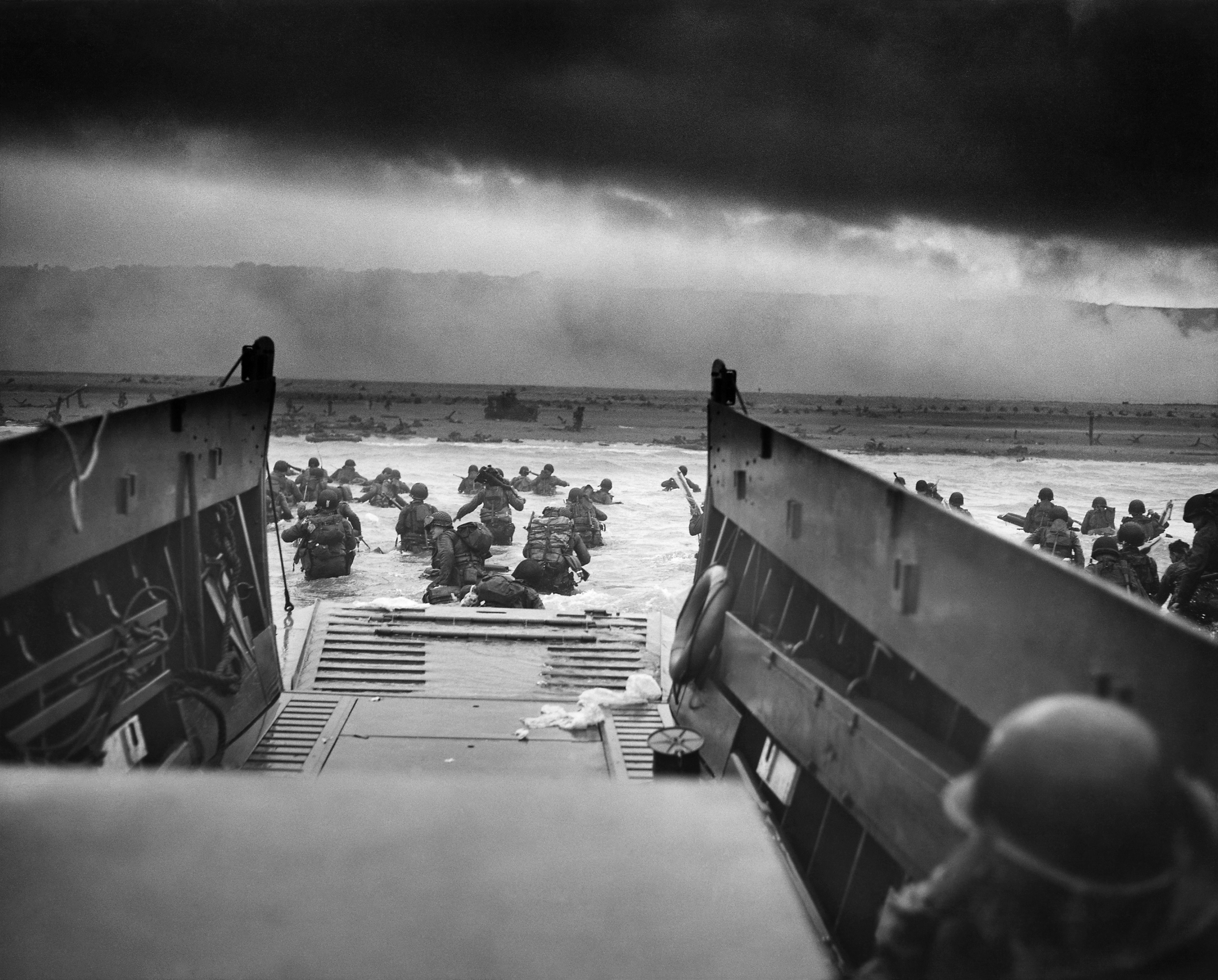
《进入死神的魔爪》。照片描绘美国陆军第1步兵师士兵自希金斯登陆艇登陆奥马哈海滩。

奥马哈海滩防御最为严密，由美国陆军第1步兵师负责夺取，美国陆军第29步兵师提供支援。美军预计将迎战一个团的兵力，但事实上守方为一个师（德军第352步兵师）。激流导致诸多登陆艇向东偏离或延迟抵达登陆点。由于上方悬崖火力凶猛，盟军在奥马哈的损失要超过其他所有登陆点的总和。海滩上障碍物无法迅速清除，由此高层于08:30下令暂停车队登陆行动。与此同时一组驱逐舰抵达滩头，提供火力掩护。美军仅能通过五条峡谷突出海滩，截至傍午仅有不足六百名士兵抵达高地。至午间盟军炮击已见成效，德军弹药开始耗尽，美军得以进一步开拓滩头通道，并清除德军防御工事，车辆也得以开离滩头。此后数日滩头逐渐拓宽，D日目标在D+3日终于达成。
黄金海滩的大风导致登陆艇难以操控，两栖DD坦克被迫直接登陆滩头而非相对远离滩头。盟军空袭未能击中勒阿梅尔火力点，勒阿梅尔75毫米火炮持续攻击盟军直至16时。在西侧，皇家汉普郡团第1营成功夺取阿尔罗芒谢（日后桑椹港B即位于此地），黄金海滩盟军亦成功与朱诺海滩的加军会师。
朱诺海滩水势凶猛导致步兵登陆推迟，且步兵先于支援装甲登陆，下艇时遭受大量损失。海军炮击多数未能击中德军守方。即便如此，加军迅速夺取了滩头并开拓了两条通往前往村落的通道。由于盟军未能及时夺取滨海贝尼，朱诺海滩遭遇阻塞，但截至傍晚朱诺与黄金海滩已经联结，覆盖滩头区域宽达12英里（19），深达7英里（10）。盟军于朱诺海滩损失961人。

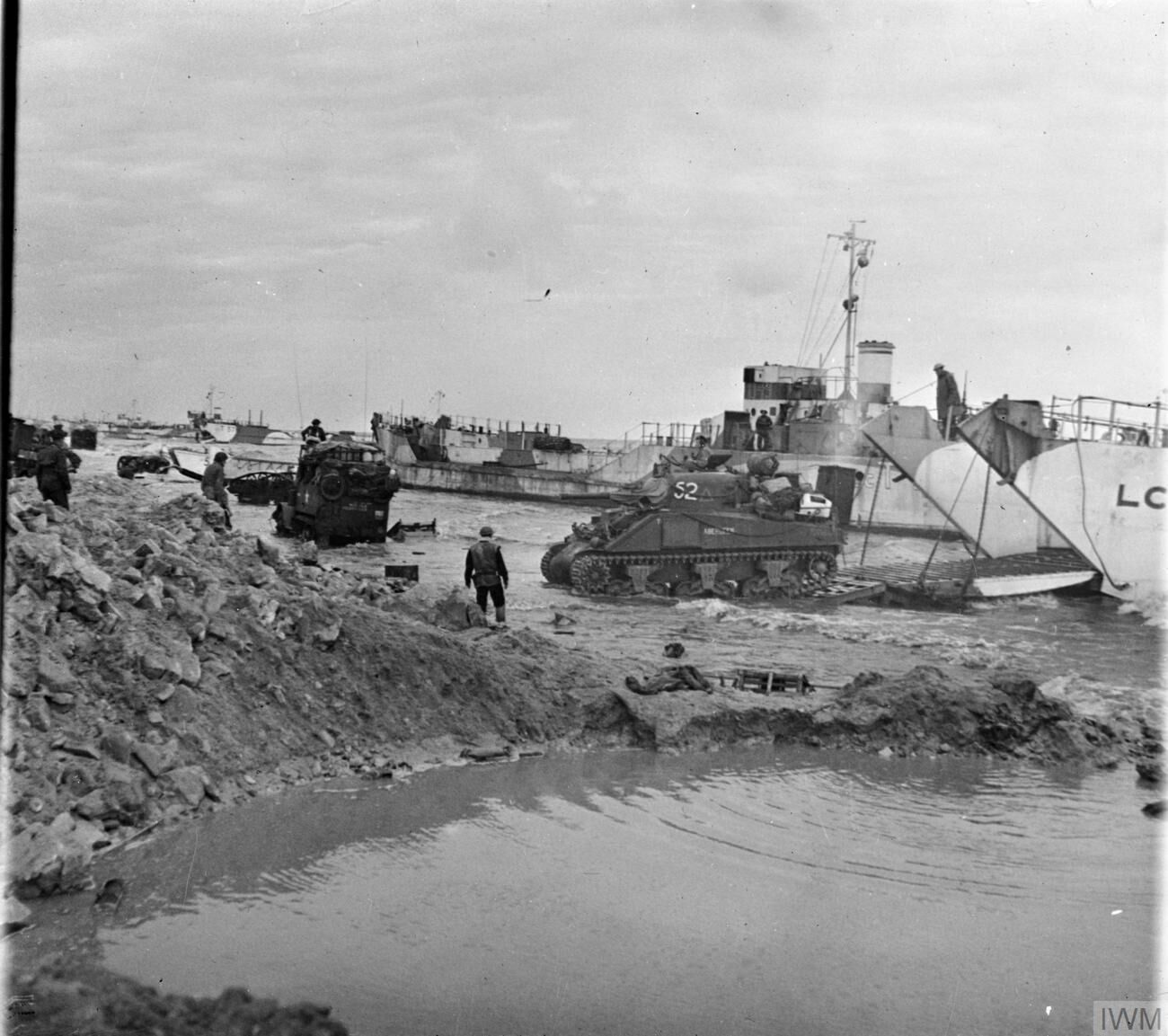
1944年6月7日的黄金海滩

宝剑海滩25辆DD坦克中的21辆成功抵达滩头，步兵在坦克掩护下于7时30分开始登陆，迅速夺取滩头并开拓多条通道供坦克使用。大风导致海潮来得过快，装甲部队难以调动。国王什罗普郡轻步兵团第2营步行至距卡昂数公里处，但由于缺乏装甲掩护被迫撤回。16时00分，德军第21装甲师于宝剑和朱诺海滩间发动反攻，几乎成功抵达海峡。英国陆军第3步兵师顽强抵抗，第21装甲师很快被迫撤回，前往卡昂与巴约间支援防御任务。
D+1日起桑椹港组件开始抵达，截至6月中旬人造港已投入使用。英军在阿尔罗芒谢组建一港，美军则在奥马哈组建另一港。6月19日的风暴导致补给推迟抵达，并摧毁了奥马哈的桑椹港。阿尔罗芒谢桑椹港在经修复后每日可接收近6,000吨军需，并于未来十个月持续使用，但在7月16日盟军清除瑟堡港口水雷及障碍前多数军需仍旧直接运至滩头。
盟军首日伤亡人数超过10,000人，其中4,141人确认阵亡，德军则损失1,000人。盟军计划首日夺取卡朗唐、圣洛、卡昂及巴约，并联结除犹他外的所有海滩，建立距海岸10至16（6至10英里）的前线，但如上目标全部落空。五个滩头至6月12日才成功联结，此时盟军前线宽度达97（60英里），纵深达24（15英里）。主要目标卡昂在D日完结时仍为德军所控制，直至7月21日才为盟军所夺取。6月6日近160,000名士兵横渡英吉利海峡，至8月底超过200万盟军士兵已成功抵达法国。

### 瑟堡
美军负责攻取位于立足点西侧的科唐坦半岛，尤其当夺取深水良港瑟堡。犹他和奥马哈海滩前方为灌丛地形，堤岸旁为高3至4英尺（0.91至1.2）的带刺树篱，两侧均有壕沟，诸多区域亦为射击掩体及机枪座所保护，多数道路过于狭窄，坦克无法通行。德军亦放海水淹没了犹他海滩前方近2英里（3.2）的区域。半岛守军包括德军第91步兵师及第第243和第709静态步兵师。截至D+3日，盟军指挥部意识到无法迅速夺取瑟堡，于是决定封锁科唐坦半岛以阻止德军后援。经验有限的美国陆军第90步兵师试图夺取瑟堡未果，由此第7军总指挥约瑟夫·劳顿·科林斯少将决定派遣经验丰富的第9步兵师执行这一任务。第9步兵师于6月17日抵达半岛西岸，成功封锁瑟堡。6月19日第9、第4及第79步兵师经历激烈交战，夺取半岛控制权。6月26日，盟军夺取瑟堡，但此时德军已摧毁其港口设施。瑟堡港至9月才重新投入运作。

### 卡昂

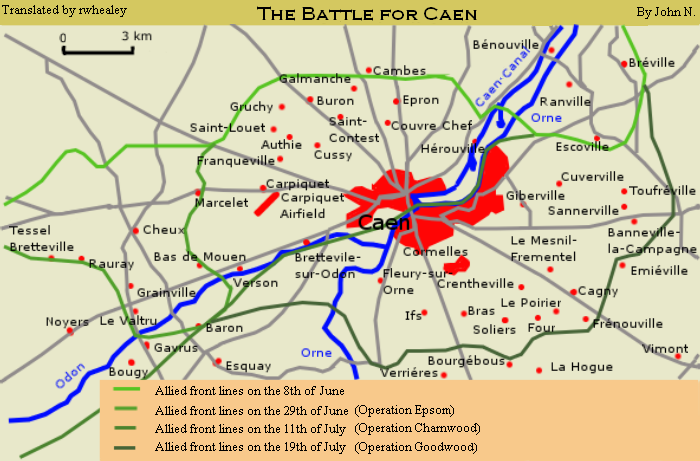
卡昂战役局势图。

盟军在卡昂区域同德军第21装甲师及党卫队第12师“希特勒青年团”等进行激烈交战，战斗逐渐陷入僵局。在高处行动（Operation Perch）中，英国陆军第30军试图向南方潘松山挺进，但很快放弃了正面攻击策略，转而采用钳形攻势以包围卡昂。第30军试图自瑟莱河畔蒂利自维莱博卡日采取侧翼行动，而第1军则试图绕过卡昂前往东侧。第1军攻势迅速被遏止，而第30军在短暂攻取维莱博卡日后装甲部队遭遇埋伏，打响为期一日的维莱博卡日战斗。英军被迫撤回瑟莱河畔蒂利。6月17日至23日风暴导致埃普索姆行动（Operation Epsom）推迟。6月26日行动重启，第8军试图绕往卡昂西南侧并发动攻击，同时在奥东河南岸建立桥头堡。本次行动未能攻取卡昂，但德军坦克损失惨重，被迫投入其全部装甲单位。伦德施泰特称战争已经失败，随即于7月1日解除西线总司令职位，由君特·冯·克鲁格接替其职。7月7日盟军对卡昂发动大规模轰炸，7月8日至9日的查恩伍德行动（Operation Charnwood）后盟军则夺取了奥恩河北岸区域。7月18日至21日的大西洋行动（Operation Atlantic）及古德伍德行动（Operation Goodwood）两波攻势则宣告卡昂完全陷落，同时盟军亦夺取了南部的高地，但此时卡昂全城近乎已遭摧毁。7月20日德国抵抗运动试图刺杀希特勒，但未能成功。

### 突破滩头
在夺取圣洛以北科唐坦半岛全部区域后，美国陆军第1军团于7月25日发动眼镜蛇行动，向南方的阿夫朗什挺进，并于8月1日抵达目标。乔治·巴顿中将指挥的美国陆军第3军团（8月1日重组）迅速夺取布列塔尼半岛大部分地区及卢瓦尔河以北地带，第1军团则向东侧勒芒施压，以此保卫第3军团侧翼。8月3日，第3军团分出一小部以驻守布列塔尼，主力则转向东侧，迎击卡昂南方德军主力。与此同时，英军于7月30日发动蓝衣行动，夺取维尔及潘松山高地。希特勒不顾克吕格反对，于8月4日下令发动卢提西行动，自维尔朝阿夫朗什方向进行反攻。

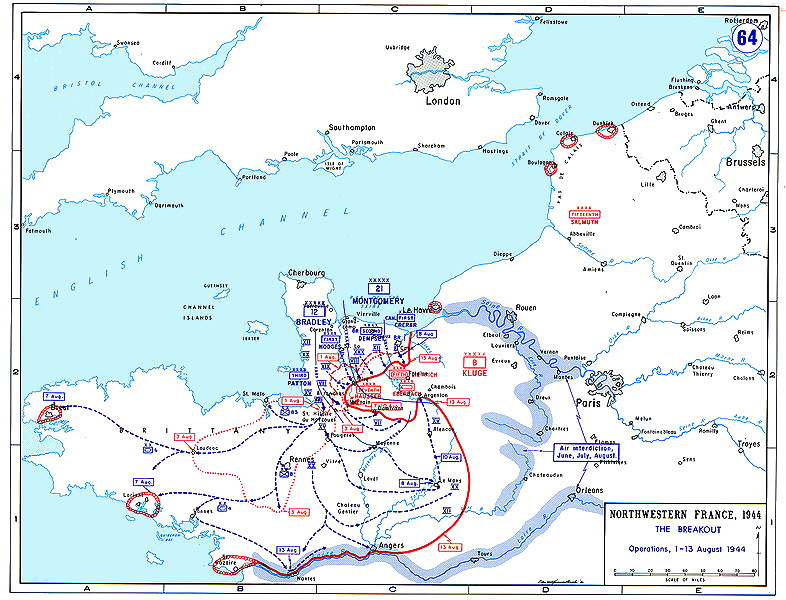
诺曼底突破局势图及法莱兹包围圈，1944年8月

8月8日加拿大陆军第2军发动总计行动（Operation Totalize），自卡昂向南朝法莱兹进军。布拉德利和蒙哥马利意识到盟军有机会将德军主力合围于法莱兹。巴顿的第3军团在南方继续进行包围行动，于11日抵达阿朗松。14日前希特勒持续要求进行反攻，但克吕格等人已开始私下计划向东撤退。由于希特勒执意亲自做出重要决断，德军行动遭到严重影响，在信息往来于希特勒位于巴伐利亚的上薩爾茨堡居所期间，德军有时长达24小时指令不明。8月12日巴顿联络布拉德利，询问第3军团是否应当北上以完成合围，但布拉德利已将此任务交予加拿大第1军团执行。加军遭遇顽强抵抗，但仍于8月16日成功夺取法莱兹。8月21日盟军成功合围50,000名德军士兵，但超过1/3的第7集团军及11个装甲师中的9个得以成功向东脱逃。包括巴顿在内的美军指挥官对蒙哥马利的法莱兹决策作出了批评，布拉德利态度则较为宽容，认为巴顿军无法完成合围。这一问题在史学界得到广泛讨论，史学界亦对美军、英军及加军进行了批评。8月15日希特勒解除克吕格职位，瓦尔特·莫德尔元帅接替西线总司令一职。希特勒已察觉克吕格在7月20日密谋案中所扮演的角色，克吕格即于8月19日负罪自杀身亡。8月15日，盟军发动龙骑兵行动，入侵法国南部。

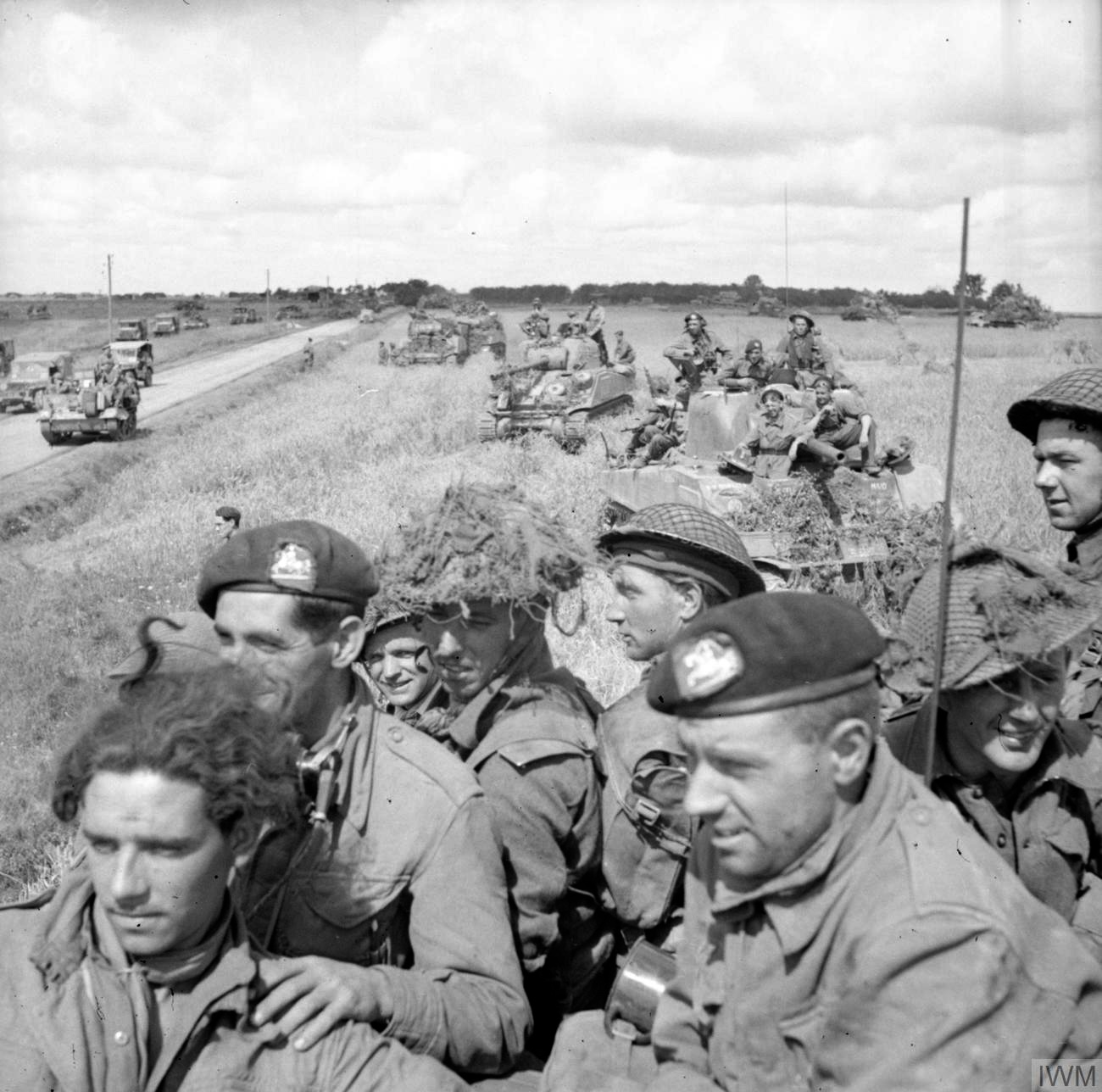
英军步兵于阿尔让唐附近乘谢尔曼坦克准备进军，1944年8月21日

8月19日法国抵抗运动在巴黎发动起义。艾森豪威尔原计划绕过巴黎攻击其他目标，但戴高乐得知巴黎市民遭受饥荒及希特勒有意毁城，强烈要求立刻进军巴黎。8月24日，菲利普·勒克莱尔指挥的法国第2装甲师由西侧抵达巴黎，美国第4步兵师则自南侧抵达。战事持续整夜，8月25日早晨巴黎全城解放。
英军和加军区域军事行动一直持续至月底。8月25日，美国陆军第2装甲师突入埃尔伯夫，与英军及加军装甲师会师。8月27日早晨加拿大第2步兵师进军鲁夫赖森林。该区域防守严密，地形对守军有利，德军开展为期三日的阻滞战，加拿大第4及第6旅损失严重。8月29日德军撤退，并于8月30日撤至塞纳河对岸。8月30日加拿大第3步兵师自埃尔伯夫附近跨越塞纳河，进军鲁昂，受到民众热烈欢迎。

## 战役告终
9月1日艾森豪威尔成为盟军陆军总指挥。由于担心德军反攻且运抵法国军需有限，他决定继续在全战线进行广泛行动而非局部突进。9月12日的西格弗里德战线推进行动中，诺曼底盟军与法国南部盟军成功会师。9月17日蒙哥马利发动市场花园行动，英美两军试图通过空降夺取荷兰桥梁，以便盟军跨越莱茵河进军德国，但行动未能成功。盟军缺乏补给（燃料尤甚）且遭遇德军顽强抵抗，推进速度放缓。12月16日德军发动其西线最后一次主要攻势阿登反击战（即突出部之役）。1月12日苏联于东线发动维斯瓦河-奥德河攻势，节节胜利。4月30日苏军挺进柏林，希特勒自杀身亡。1945年5月7日德国战败投降。

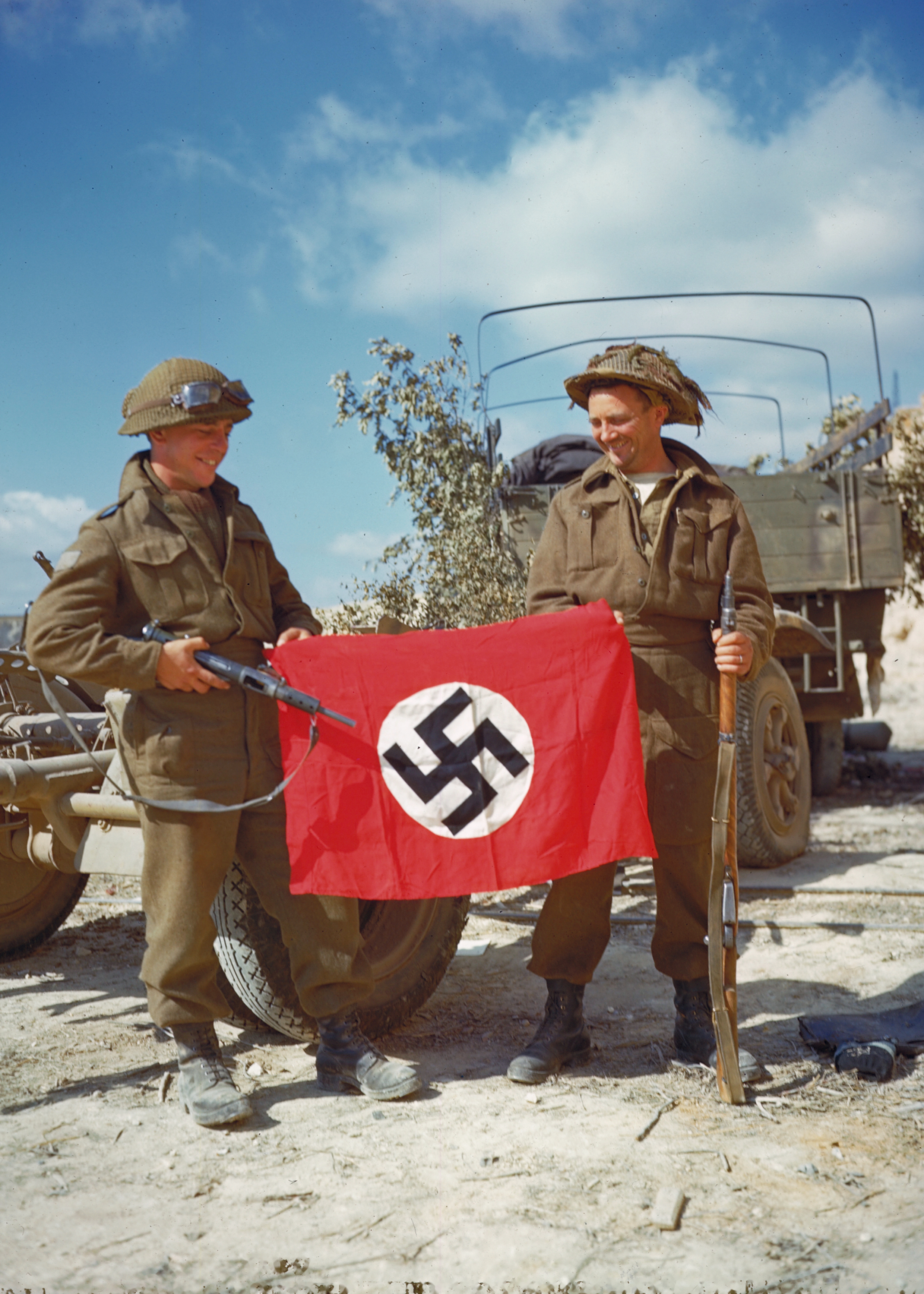
加拿大士兵同捕获的纳粹旗帜合影

诺曼底登陆为史上规模最大的海上入侵行动，登陆及攻击舰船近5,000艘，护航船289艘，扫雷舰277艘。行动加速推动了欧洲战事的终结，大量德军自东线转移至西线，加快了苏联的进军速度。西方第二战线的开辟对德军心理打击巨大，德国自第一次世界大战后再次陷入双线作战的噩局。诺曼底战役宣告了苏联与西方国家“欧洲竞赛”（Race for Europe）的开始，部分史学家认为这亦宣告了冷战的开始。
盟军在诺曼底战役的胜利原因诸多。德军在大西洋防线的防御工事建设远未完成，D日前夕隆美尔称部分区域的完工程度仅达18%，大量建设资源被调往其他领域。坚忍行动大获成功，迫使德国必须分散兵力保卫一条颇为狭长的海岸线。盟军亦拥有制空权，由此德方无法观察英国的准备状况，亦无法通过轰炸对其进行干扰。盟军轰炸及法国抵抗运动成功破坏了法国交通设施，导致德军无法有效进行后援和补给。盟军开局阶段的炮击通常未中目标且过于分散，但特型装甲部队在除奥马哈海滩外的区域充分发挥其作用，为登陆部队提供了近距离火力掩护。德军指挥结构混乱，决策犹豫，亦为盟军最终胜利添砖加瓦。

## 损失

### 盟军

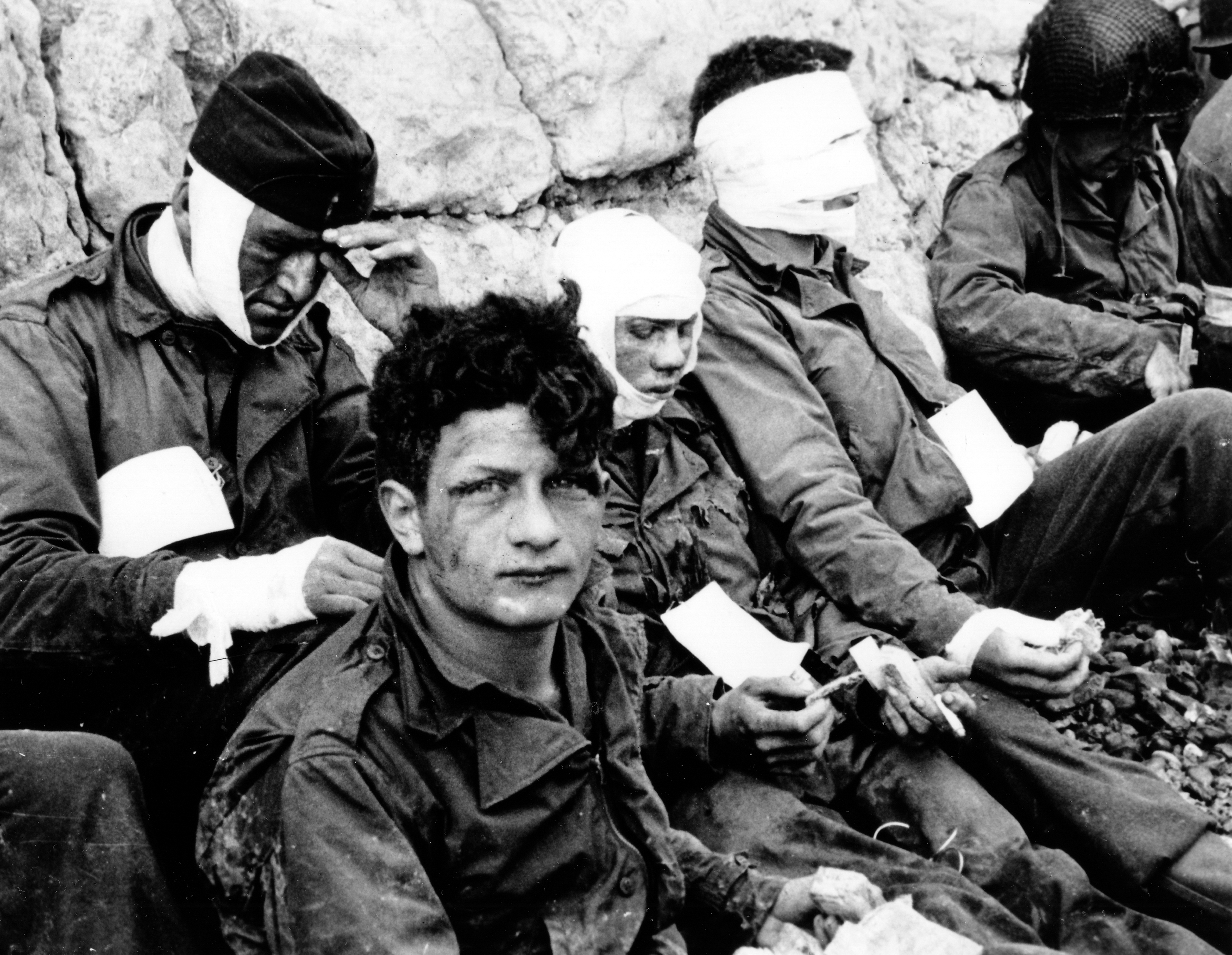
奥马哈海滩的美军伤员

D日至8月21日，盟军2,052,299名士兵登陆法国北部。盟军与德军在诺曼底战役中损失均颇为惨重。6月6日至8月底间，美军伤亡人数达124,394人，其中20,668人阵亡。加拿大第1军团及英国第2军团共损失83,045人，其中15,995人阵亡，57,996人负伤，9,054人失踪，其中加拿大损失18,444人，5,021人阵亡。盟军飞机出动480,317架次以支援登陆行动，损失4,101架飞机及16,714名飞行员（美国空军8,536人，英国空军8,178人）。自由法国特勤力量77人阵亡，197人负伤或失踪。盟军损失坦克数量约为4,000辆，美军及英加军损失大致均等。史学界对战役总损失程度存在局部分歧，最低估计为225,606人，最高估计则为226,386人。

### 德军

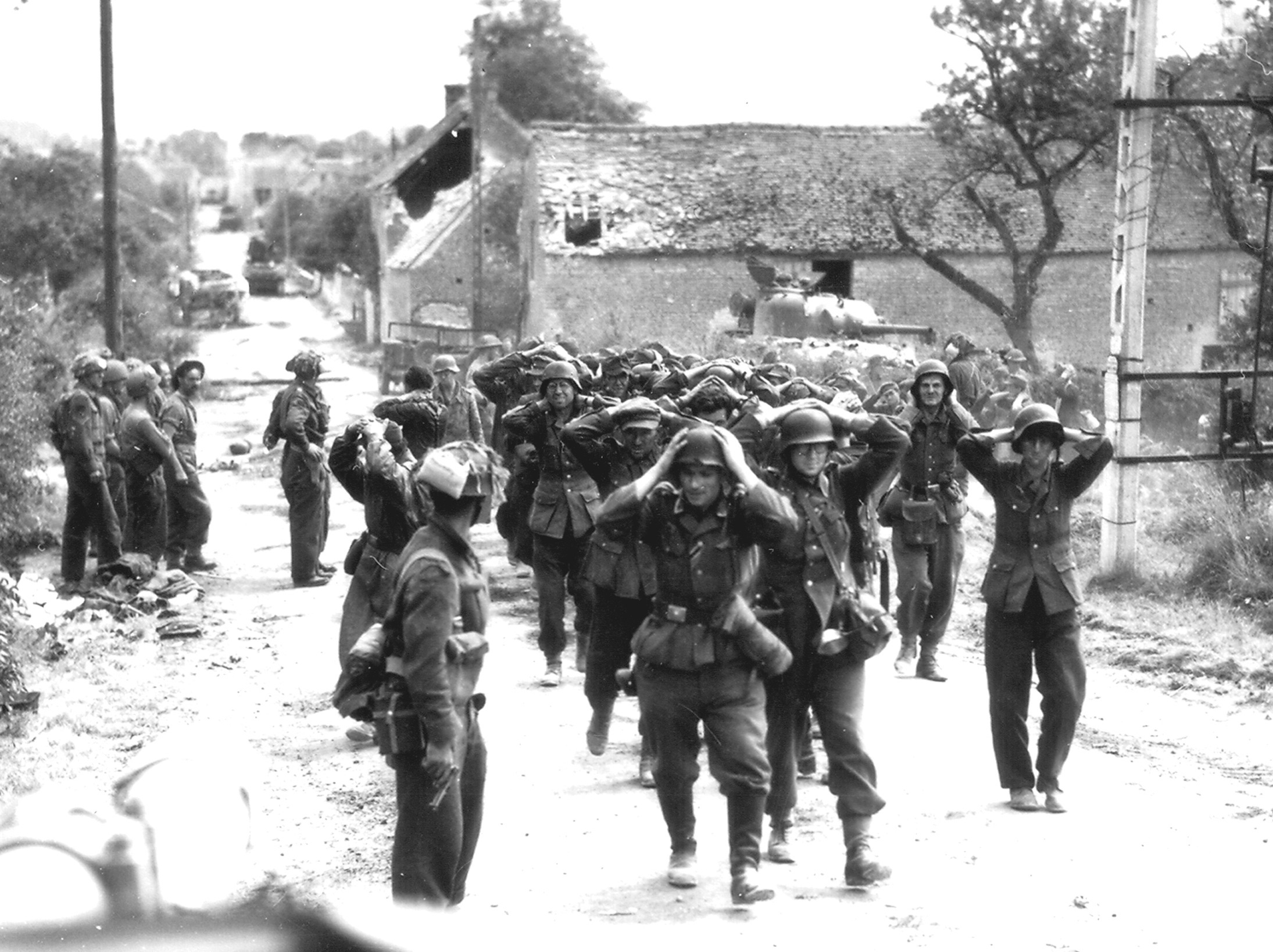
德军于迪夫河畔圣朗贝尔败降，1944年8月21日

D日与8月14日（龙骑兵行动发起前）间，在法德军通报损失158,930人。德军在法莱兹包围战中损失50,000人，其中10,000人阵亡，40,000人被俘。诺曼底战役德军总损失估计约为400,000人（200,000人伤亡，200,000人被俘）、500,000人（290,000人伤亡，210,000人被俘）或530,000人。
德军坦克损失具体数目不详。近2,300架坦克及突击炮投入战斗，但在战役收尾阶段仅有100至120架撤回塞纳河。德军通报D日至7月31日间损失481辆坦克，但英方第21集团军群第2运筹组的研究表明盟军于6月和7月摧毁了近550辆德军坦克，8月则摧毁500辆德军坦克，总计为1,050辆，其中有100辆为空军击毁。德国空军损失飞机2,127架。到诺曼底战役结束时，55个德军师（42个步兵师及13个装甲师）已经丧失作战能力，其中数个师已经解散。截至9月，西线总司令部报告称仅有13个步兵师、3个装甲师和2个装甲旅拥有作战能力。

### 法国平民及历史建筑
诺曼底战役期间有13,632至19,890名法国平民死亡，诸多平民严重受伤。诺曼底地区有11,000至19,000名平民死于战役开始前的轰炸行动。第二次世界大战期间法国平民死亡总人数达70,000人。在战役结束后，地雷与未爆炸弹药持续导致诺曼底平民死伤。

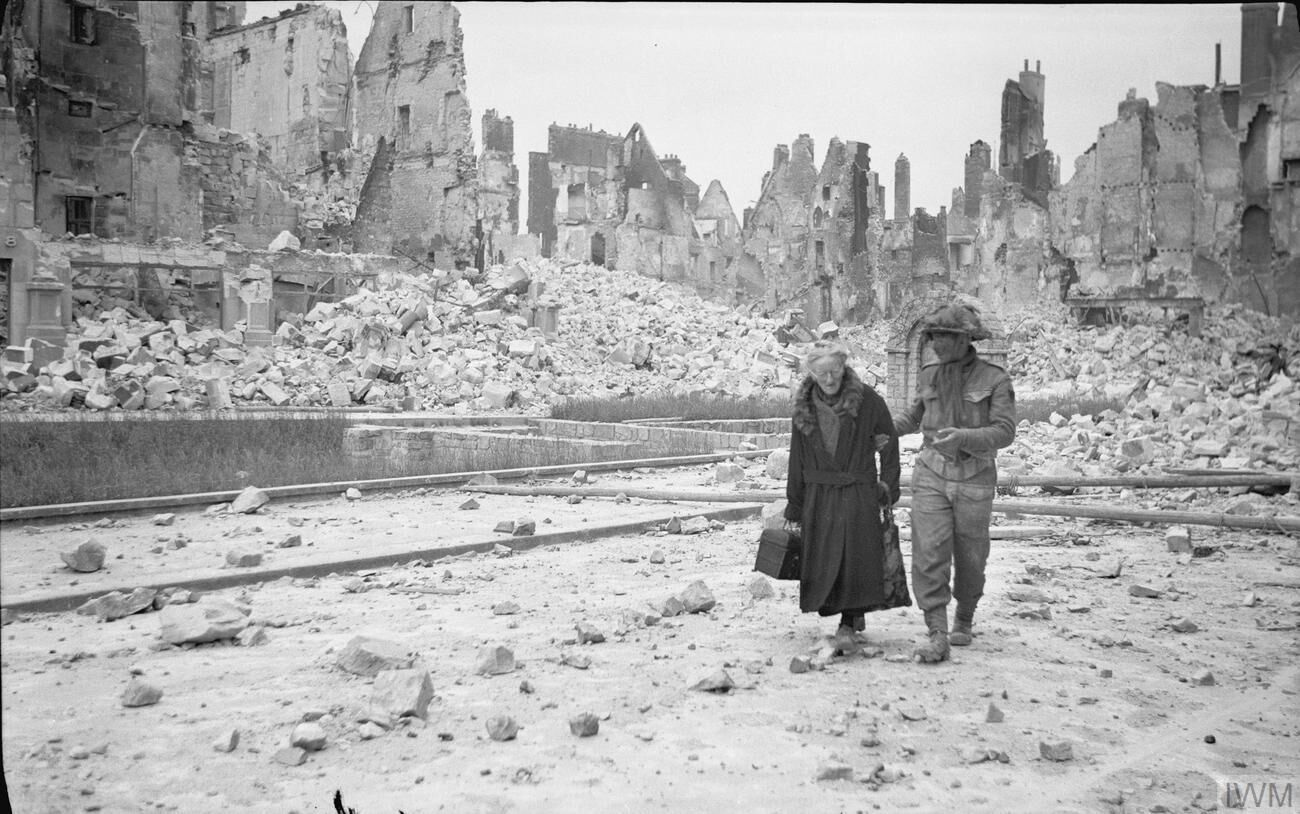
英军士兵扶持卡昂老年妇女，1944年7月

盟军最高司令部于战役开始前下发命令，要求限制对法国文化遗产的破坏程度，这一命令日后成为《1954年海牙公约》的基础。列于官方民政纪念目录中的文化遗产，未经上级批准情况下军队不得使用。即便如此，盟军仍旧对区域内的教堂尖塔及其他石制建筑进行了破坏，以阻止其为德军所用。同时盟军亦禁止工人使用历史遗迹碎石修复道路，亦禁止私自搜寻文物。包括贝叶挂毯在内的诸多文化遗产在战争开始时即转移至勒芒附近的苏施城堡，由此得到保存。德军亦对保护建筑进行了登记，但其目的是保存此类建筑以供德军士兵使用。
诺曼底区域诸多城镇在战斗与轰炸中遭彻底摧毁。卡昂战役完结时全城仅可供居住点仅余8,000个（卡昂人口超过60,000）。卡昂拥有18座登记教堂，其中4座严重受损，5座彻底遭毁，另有66个登记遗迹遭到摧毁。卡尔瓦多斯省（诺曼底滩头所在地）76,000名居民无家可归。卡昂战前有210名犹太居民，仅有一人幸存至战后。
撤退的德军、入侵的盟军及当地的法国居民均参与了劫掠行动，如英军即劫掠了卡昂的文物博物馆及巴约的奥德里厄城堡。盟军反对劫掠行为，并对参与者进行了惩罚。

## 纪念及旅游

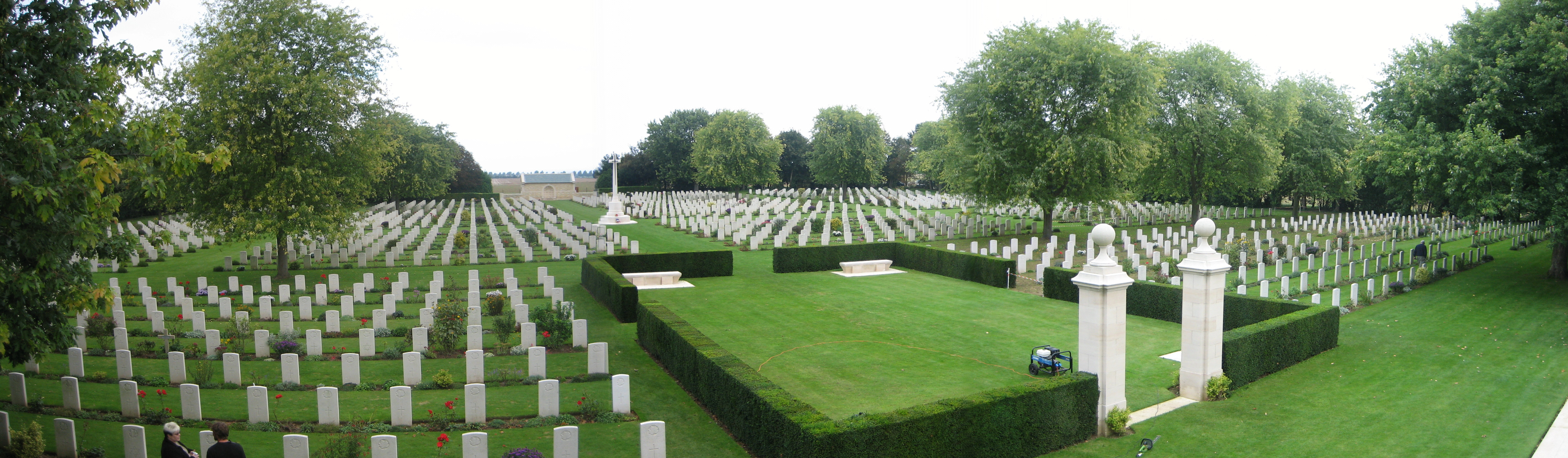
滨海贝尼加拿大战争墓园

诺曼底区域的海滩仍以其代号闻名。重要地点有牌匾、纪念碑和小型博物馆等，旅游指南及地图亦可获取。部分德军据点得到了保存，奥克角自1944年以来近乎没有任何变化。桑椹港B的殘骸仍旧位于阿尔罗芒谢海岸。这一区域亦有多个大型墓园，死于诺曼底战役中的盟军和德军士兵下葬于此。

### 备注
1. ↑  美军近812,000人，英军和加军近640,000人（Zetterling 2000，第408頁）。
2. ↑  德军于6月12日首次向英国发射V型武器（Wilmot 1997，第316頁）。
3. ↑  英国第79装甲师从未为一独立编制(Buckley 2006，第13頁)，由此不计入总计。此外亦有16个英国（3个来自第79装甲师）、比利时、加拿大和荷兰独立旅以及4个特种空勤团参与了本次行动（Ellis, Allen & Warhurst 2004，第521–523, 524頁）。
4. ↑  数据截至1943年11月。德军在东线亦有206个师，巴尔干战线24个师，意大利22个师Wilmot 1997，第144頁。
5. ↑  美军伤亡数据来源为G-3指挥部第91号摘要（1944年9月5日）（Pogue 1954，Chapter XIV, footnote 10）。1953年美国统计及会计处军务局长办公室发布最终伤亡报告（1944年6月6日至9月15日，不包括空军损失），称美军总伤亡人数为123,109人，其中29,370人阵亡（US Army 1953，第92頁）。
6. ↑  英军伤亡数据来源为第21军团战争日记A章SITEP（1944年8月29日）（D'Este 2004，第517–518頁）。
7. ↑  德军在诺曼底部署最多的坦克/突击炮为四号坦克，其次为黑豹坦克（650辆）及三号突击炮（550辆）。此外德军亦部署了120至130辆虎I坦克、20辆虎II坦克及少数其他坦克，包括黄鼠狼及猎豹（Buckley 2006，第117–120頁）。

### 引用
1. 1 2  Beevor 2009，第82頁.
2. 1 2 3  Williams 1988，第x頁.
3. ↑  Beevor 2009，第492頁.
4. ↑  US Navy website.
5. ↑  Luxembourg Army website.
6. ↑  Beevor 2009，第76頁.
7. ↑  Badsey 1990，第85頁.
8. ↑  Zetterling 2000，第32頁.
9. 1 2  Shulman 2007，第192頁.
10. 1 2 3 4  Wilmot 1997，第434頁.
11. ↑  Buckley 2006，第117–120頁.
12. 1 2 3  Tamelander & Zetterling 2003，第341頁.
13. 1 2 3  Tamelander & Zetterling 2003，第342頁.
14. 1 2 3  Whitmarsh 2009，第109頁.
15. 1 2  Giangreco, Moore & Polmar 2004，第252頁.
16. 1 2  Tamelander & Zetterling 2003，第342–343頁.
17. 1 2 3 4  Beevor 2009，第519頁.
18. 1 2  Flint 2009，第336–337頁.
19. ↑  Dear & Foot 2005，第322頁.
20. ↑  Churchill 1949，第115頁.
21. ↑  Zuehlke 2004，第20頁.
22. ↑  Ford & Zaloga 2009，第8–10頁.
23. ↑  Churchill 1951，第582頁.
24. ↑  Zuehlke 2004，第21–22頁.
25. ↑  Ford & Zaloga 2009，第10–11頁.
26. ↑  Beevor 2012，第319頁.
27. 1 2  Ford & Zaloga 2009，第11頁.
28. ↑  Ford & Zaloga 2009，第10頁.
29. ↑  Wilmot 1997，第177–178, chart p. 180頁.
30. ↑  Whitmarsh 2009，第9頁.
31. ↑  Zuehlke 2004，第23頁.
32. ↑  Gilbert 1989，第397, 478頁.
33. ↑  Ford & Zaloga 2009，第13–14頁.
34. ↑  Beevor 2009，第33–34頁.
35. 1 2  Wilmot 1997，第170頁.
36. ↑  Ambrose 1994，第73–74頁.
37. 1 2 3  Ford & Zaloga 2009，第14頁.
38. ↑  Gilbert 1989，第491頁.
39. 1 2  Whitmarsh 2009，第12–13頁.
40. ↑  Weinberg 1995，第684頁.
41. ↑  Ellis, Allen & Warhurst 2004，第521–533頁.
42. ↑  Churchill 1951，第642頁.
43. 1 2 3 4  Beevor 2009，第3頁.
44. ↑  Buckingham 2004，第88頁.
45. ↑  Churchill 1951，第592–593頁.
46. 1 2 3  Beevor 2009，Map, inside front cover.
47. ↑  Ellis, Allen & Warhurst 2004，第78, 81頁.
48. ↑  Churchill 1951，第594頁.
49. ↑  Goldstein, Dillon & Wenger 1994，第6頁.
50. ↑  Whitmarsh 2009，Map, p. 12.
51. ↑  Ford & Zaloga 2009，第25頁.
52. ↑  Evans 2008，第623頁.
53. ↑  Zuehlke 2004，第81頁.
54. ↑  Whitmarsh 2009，第21頁.
55. 1 2  Whitmarsh 2009，第11頁.
56. ↑  Whitmarsh 2009，第27–28頁.
57. ↑  Wilmot 1997，第181頁.
58. ↑  Wilmot 1997，第183頁.
59. 1 2  Wilmot 1997，第321頁.
60. ↑  Whitmarsh 2009，第89–90頁.
61. ↑  Wilmot 1997，第182頁.
62. ↑  Wilmot 1997，第195頁.
63. ↑  Ford & Zaloga 2009，第208頁.
64. ↑  Zuehlke 2004，第42–43頁.
65. ↑  Ford & Zaloga 2009，第73頁.
66. ↑  Weinberg 1995，第680頁.
67. ↑  Brown 2007，第465頁.
68. ↑  Zuehlke 2004，第71–72頁.
69. 1 2  Whitmarsh 2009，第27頁.
70. ↑  Beevor 2009，第282頁.
71. ↑  Beevor 2009，第4頁.
72. 1 2  Whitmarsh 2009，第34頁.
73. ↑  Bickers 1994，第19–21頁.
74. ↑  Zuehlke 2004，第35頁.
75. ↑  Goldstein, Dillon & Wenger 1994，第50–51, 54–57頁.
76. ↑  Fenton 2004.
77. ↑  Zuehlke 2004，第36頁.
78. ↑  Goldstein, Dillon & Wenger 1994，第59, 61頁.
79. ↑  Goldstein, Dillon & Wenger 1994，第61–62頁.
80. ↑  Ford & Zaloga 2009，第46頁.
81. 1 2 3 4  Whitmarsh 2009，第30頁.
82. ↑  Whitmarsh 2009，第30, 36頁.
83. ↑  Dear & Foot 2005，第667頁.
84. 1 2 3  Whitmarsh 2009，第31頁.
85. 1 2 3  Whitmarsh 2009，第33頁.
86. ↑  Beevor 2009，第21頁.
87. ↑  Wilmot 1997，第224–226頁.
88. ↑  Ford & Zaloga 2009，第131頁.
89. ↑  Beevor 2009，第42–43頁.
90. ↑  Wilmot 1997，第144頁.
91. ↑  Beevor 2009，第34頁.
92. ↑  Goldstein, Dillon & Wenger 1994，第13頁.
93. ↑  Zaloga 2013，第58–59頁.
94. ↑  Goldstein, Dillon & Wenger 1994，第16–19頁.
95. ↑  Ford & Zaloga 2009，第37頁.
96. 1 2 3  Ford & Zaloga 2009，第30頁.
97. 1 2 3 4  Whitmarsh 2009，第13頁.
98. ↑  Beevor 2009，第33頁.
99. ↑  Goldstein, Dillon & Wenger 1994，第11頁.
100. ↑  Whitmarsh 2009，第12頁.
101. 1 2  Ford & Zaloga 2009，第54–56頁.
102. ↑  Ford & Zaloga 2009，第31頁.
103. ↑  Whitmarsh 2009，第15頁.
104. ↑  Wilmot 1997，第192頁.
105. ↑  Whitmarsh 2009，第42頁.
106. ↑  Beevor 2009，第1–2頁.
107. 1 2  Beevor 2009，第74頁.
108. ↑  Beevor 2009，第79頁.
109. ↑  Beevor 2009，第51頁.
110. ↑  Beevor 2009，第51–52頁.
111. ↑  Corta 1952，第157–161頁.
112. ↑  Corta 1997，第64–79頁.
113. ↑  Ford & Zaloga 2009，第69頁.
114. ↑  Ford & Zaloga 2009，第70頁.
115. ↑  Beevor 2009，第118頁.
116. 1 2  Hughes 2010，第5頁.
117. ↑  Whitmarsh 2009，第51頁.
118. ↑  Ford & Zaloga 2009，第166–167頁.
119. 1 2  Beevor 2009，第116頁.
120. ↑  Beevor 2009，第115頁.
121. ↑  Ford & Zaloga 2009，第172頁.
122. ↑  Ford & Zaloga 2009，Map, p. 170.
123. ↑  Ford & Zaloga 2009，第95–104頁.
124. ↑  Ford & Zaloga 2009，第64–65, 334頁.
125. ↑  Ford & Zaloga 2009，第45頁.
126. ↑  Ford & Zaloga 2009，第76–77, 334頁.
127. ↑  Ford & Zaloga 2009，第90–91頁.
128. ↑  Ford & Zaloga 2009，第56, 83頁.
129. ↑  Ford & Zaloga 2009，第337頁.
130. ↑  Ford & Zaloga 2009，第281–282頁.
131. ↑  Wilmot 1997，第270–273頁.
132. ↑  Wilmot 1997，第275–276頁.
133. ↑  Beevor 2009，第131頁.
134. ↑  Wilmot 1997，第277–278頁.
135. ↑  Beevor 2009，第143, 148頁.
136. ↑  Ford & Zaloga 2009，第326–327頁.
137. ↑  Wilmot 1997，第283頁.
138. ↑  Beevor 2009，第215–216頁.
139. ↑  Wilmot 1997，第387頁.
140. ↑  Ford & Zaloga 2009，第331頁.
141. ↑  Whitmarsh 2009，第87頁.
142. ↑  Ford & Zaloga 2009，第335頁.
143. ↑  Horn 2010，第13頁.
144. ↑  Wilmot 1997，第360頁.
145. ↑  Dear & Foot 2005，第627–630頁.
146. 1 2  Wilmot 1997，第301頁.
147. ↑  Ford & Zaloga 2009，第175頁.
148. ↑  Whitmarsh 2009，第49頁.
149. ↑  Ford & Zaloga 2009，第118–120頁.
150. ↑  Ford & Zaloga 2009，第179頁.
151. ↑  Ford & Zaloga 2009，第182頁.
152. ↑  Ford & Zaloga 2009，第185–193頁.
153. ↑  Beevor 2009，第186頁.
154. ↑  Ellis, Allen & Warhurst 2004，第247–254頁.
155. ↑  Forty 2004，第36, 97頁.
156. ↑  Wilmot 1997，第342頁.
157. ↑  Beevor 2009，第232–237頁.
158. ↑  Wilmot 1997，第347頁.
159. ↑  Beevor 2009，第273頁.
160. ↑  Ford & Zaloga 2009，第340–341頁.
161. ↑  Beevor 2009，第332–333頁.
162. ↑  Beevor 2009，Map, p. 344.
163. ↑  Wilmot 1997，第398–400頁.
164. ↑  Beevor 2009，第366–367頁.
165. ↑  Wilmot 1997，第399–400頁.
166. ↑  Wilmot 1997，第410頁.
167. ↑  Beevor 2009，第434–435頁.
168. ↑  Wilmot 1997，第416–417頁.
169. ↑  Beevor 2009，第440頁.
170. ↑  Wilmot 1997，第418頁.
171. ↑  Wilmot 1997，第420頁.
172. ↑  Bradley 1951，第377頁.
173. ↑  Beevor 2009，第439–440頁.
174. ↑  Wilmot 1997，第424頁.
175. ↑  Hastings 2006，第369頁.
176. ↑  Wilmot 1997，第421, 444頁.
177. ↑  Evans 2008，第642頁.
178. ↑  Beevor 2009，第445, 447頁.
179. ↑  Wilmot 1997，第429頁.
180. ↑  Beevor 2009，第481, 483, 494頁.
181. ↑  Wilmot 1997，第430頁.
182. 1 2  Stacey 1960，第286頁.
183. ↑  Stacey 1948，第219頁.
184. 1 2  Ford & Zaloga 2009，第341–342頁.
185. ↑  Wilmot 1997，第485頁.
186. ↑  Gaddis 1990，第149頁.
187. ↑  Wilmot 1997，第290頁.
188. ↑  Ford & Zaloga 2009，第343頁.
189. ↑  Wilmot 1997，第289頁.
190. ↑  Ford & Zaloga 2009，第36頁.
191. ↑  Copp 2003，第259頁.
192. ↑  Wilmot 1997，第291頁.
193. ↑  Wilmot 1997，第292頁.
194. ↑  Stacey 1960，第271頁.
195. ↑  Ellis, Allen & Warhurst 2004，第487–488頁.
196. ↑  Corta 1997，第288–289頁.
197. ↑  Beevor 2009，第522頁.
198. ↑  D'Este 2004，第517頁.
199. ↑  Ellis, Allen & Warhurst 2004，第488, 493頁.
200. ↑  Tamelander & Zetterling 2003，第341–342頁.
201. 1 2  Tamelander & Zetterling 2003，第343頁.
202. ↑  Shulman 2007，第166頁.
203. ↑  Copp 2000，第399–400頁.
204. ↑  Zetterling 2000，第408頁.
205. ↑  Zaloga 2015，第470頁.
206. ↑  Flint 2009，第305頁.
207. ↑  Flint 2009，第350頁.
208. 1 2  Beevor 2009，第520頁.
209. 1 2 3  Flint 2009，第354頁.
210. 1 2  Flint 2009，第352頁.
211. ↑  Flint 2009，第337頁.
212. ↑  Flint 2009，第292頁.
213. ↑  Ford & Zaloga 2009，第345–354頁.

## 延伸阅读
- Ambrose, Stephen E. . Garden City, New York: Doubleday. 1969. OCLC 660826327.
- Foot, M. R. D. . London: BBC Publications. 1984. ISBN 978-0-563-20193-9.
- Keegan, John. . New York: Penguin Books. 1982. ISBN 978-0-14-005293-0.
- Montgomery, Bernard. . London: Hutchinson. 1946. OCLC 637320842.
- Neillands, Robin. . London: Cassell. 2002. ISBN 978-0-304-35837-3.
- Pogue, Forrest C. . . Washington, D.C.: Office of the Chief of Military History, Department of the Army. 1954  [2017-03-30]. LCCN 53-61717. （原始内容存档于2021-04-22）.
- Ryan, Cornelius. . New York: Simon & Schuster. 1959. OCLC 1175409.
- Whitlock, Flint. . Boulder: Westview. 2004. ISBN 978-0-8133-4218-4.
- Zaloga, Steven. . Osprey Campaign Series #88. Oxford: Osprey. 2001. ISBN 978-1-84176-296-8.